# Vendée Globe 2024-2025
Navigation
2020-2021 2028-2029
Le Vendée Globe 2024-2025 constitue la dixième édition de la course autour du monde du Vendée Globe. Le départ des quarante concurrents engagés est donné le 10 novembre 2024 en baie des Sables-d'Olonne. Épreuve majeure du circuit IMOCA, elle est courue en solitaire, sans assistance et sans escale, à bord de monocoques de 60 pieds.
Premier sur la ligne d'arrivée lors de l'édition 2020-2021 mais devancé au classement final, par Yannick Bestaven, bénéficiaire d'une compensation de temps pour s'être détourné durant la course en vue du sauvetage d'un concurrent, Charlie Dalin s'impose quatre ans plus tard dans des conditions de course normales. Arrivé le 14 janvier 2025 à 8 h 24:49 CET après 64 jours, 19 heures, 22 minutes et 49 secondes à bord de son IMOCA à foils Macif santé prévoyance, il bat de presque dix jours le précédent record de la circumnavigation en solitaire qui était détenu depuis l'édition 2016-2017 par Armel Le Cléac'h.
Yoann Richomme, le principal rival de Dalin sur les trois caps, et qui a même passé le Cap Horn en tête, arrive 22 heures et 47 minutes après lui pour prendre la deuxième place. Sébastien Simon complète le podium de cette édition malgré le fait qu'il a dû naviguer depuis l'océan Indien sans son foil tribord cassé ; il termine la course le 17 janvier au petit matin, en 67 jours, 12 heures et 25 minutes. Justine Mettraux, arrivée en huitième position le 25 janvier à 14 h 38, établit en 76 jours, 1 heure 36 minutes et 52 secondes, le nouveau record féminin de l'épreuve. Accueillie par la foule aux Sables d'Olonne, très active et très suivie sur les réseaux sociaux, la benjamine de l'épreuve Violette Dorange, 23 ans, boucle la course le 9 février en 90 jours, 22 heures et 37 minutes. La ligne d'arrivée ferme officiellement le 7 mars à 8 heures, avant l'arrivée du trente-troisième et dernier concurrent, Denis Van Weynbergh, qui arrive aux Sables d’Olonne le lendemain matin à 9 h 30, après 118 jours en mer.

## Règlement

### Parcours
L'avis de course a été rendu public le 21 octobre 2021. Le départ a été donné le 10 novembre 2024 à 13 h 2, au large des Sables-d'Olonne. Le parcours prévoit de garder les caps de Bonne-Espérance, Leeuwin et Horn à bâbord. La distance théorique parcourue est de 24 394 milles.
La course commence par une descente de l'Atlantique entre les Sables-d'Olonne et le cap de Bonne-Espérance. Le golfe de Gascogne en hiver est une mise en bouche souvent sauvage et brutale avant d'atteindre des alizés plus stables, des allures plus favorables, des vitesses proches des records de ces bateaux, et des températures tropicales. Le passage d'un hémisphère à l'autre marque un obstacle capricieux : la zone de convergence intertropicale (ZCIT) appelée « Pot au noir ». Suivent les alizés de l'Atlantique sud, et l'anticyclone de Sainte-Hélène.
Après environ deux semaines de course, les bateaux accèdent à la portion la plus longue et difficile, entre le cap de Bonne-Espérance et le cap Horn via le cap Leeuwin. En naviguant autour des quarantièmes rugissants et des cinquantièmes hurlants, les marins traversent l'océan indien et l'océan Pacifique. Pendant près de la moitié du parcours, les concurrents doivent slalomer entre des dépressions et profiter souvent de vents portants et de longues houles propices pour des surfs durant un été austral rafraîchi par l'Antarctique.
Autour du cinquantième jour de course, le passage du cap Horn est souvent un soulagement, il marque la remontée vers l'arrivée, la délivrance des glaces des latitudes polaires, des températures plus clémentes qui vont aider à affronter les dépressions orageuses du Brésil, puis le passage retour du piège du Pot au noir. Les alizés de l'hémisphère nord sont un dernier court répit avant d'affronter les dépressions hivernales de l'Atlantique nord, derniers obstacles avant de franchir la ligne d'arrivée.

#### Zone d'exclusion antarctique

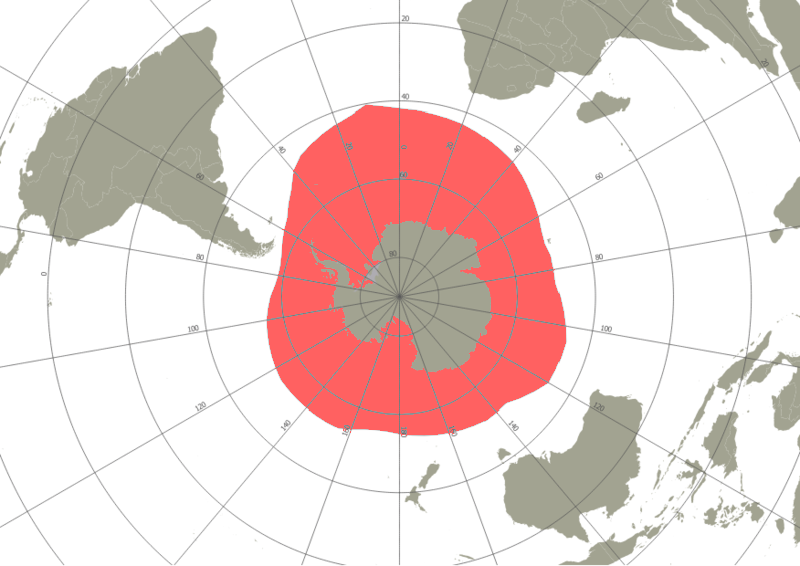
La zone d'exclusion antarctique, interdite aux concurrents.

Pour le Vendée Globe, la société française CLS surveille la glace depuis l'espace, et définit une zone d'exclusion antarctique (ZEA), prenant en compte la position des icebergs et leur dérive liée aux courants profonds. La ZEA est une zone interdite délimitée par 72 points reliés entre eux, distants d'environ 5° de longitude afin de limiter les risques d'éventuelles rencontres avec des icebergs. Les points peuvent presque tous être déplacés avant et pendant la course en fonction de « montée » ou de « retrait » des glaces. Toutefois, la direction de course informe du déplacement d'un point avant qu'un concurrent ne soit à 1 500 milles de ce point. La fonte de la calotte glaciaire antarctique, toujours plus importante chaque année, a amené la direction de course, en accord avec les marins, à étendre cette zone depuis sa création. Le réchauffement climatique provoque inéluctablement une multiplication des glaces dérivantes, il est probable que la zone d'exclusion Antarctique deviendra de plus en plus étendue, rallongeant le parcours, et limitant les options de routage. Lors de l'Arkéa Ultim Challenge 2024, il s'en est fallu de peu pour que le passage au cap Horn soit rendu trop dangereux par les glaces dérivantes.

#### Autres zones réglementées
Les concurrents sont tenus de respecter le dispositif de séparation du trafic (DST) entre le cap Finisterre et les Canaries. Ils sont également tenus d'éviter une zone présentant des risques de piraterie, le long des côtes mauritaniennes.

#### Fermeture de la ligne d'arrivée
La ligne d'arrivée est officiellement fermée le 7 mars 2025 à 8 h, soit 116 jours et 18 heures correspondant au temps de course du dernier arrivé de l'édition précédente.

### Type de bateau
Les bateaux admis à participer à cette course sont des voiliers monocoques d'une longueur comprise entre 59 et 60 pieds (environ 18 mètres). Ils doivent répondre aux règles actualisées de la classe 60 pieds IMOCA.

#### Évolutions architecturales

##### Étraves
L'avènement des foils a amoindri l'importance de la longueur à la flottaison pour la vitesse de coque. Les étraves droites, voire inversées ont laissé la place à des étraves scow plus élancées, à brion saillant émergé, à un tulipage des formes avant pour limiter la surface mouillée tout en dégageant les projections d'eau tant que les foils peuvent porter le bateau, et pour limiter les effets de freinage lorsque l'étrave plante, tout en gardant de la flottaison pour maîtriser le tangage.
Les vitesses atteintes par les IMOCA permettent l'utilisation d'une virure ou redan, qui dégage l'eau comme sur les coques de bateaux à moteur. Comme un IMOCA est instable en vol, un petit volume sous le bouchain permet par exemple à Advens 2 de Thomas Ruyant de faire des touchettes sans mouiller une trop grande partie de la coque. Ce qui, dit Pascal Conq, « diminue significativement les chocs dans le passage des vagues ».

##### Ponts
La jauge a imposé un franc-bord plus important, qui participe avec les évolutions au niveau de l'étrave, à limiter l'inconvénient du poids et de l'inertie de l'eau qui submerge le pont en permanence.
Les ponts à tonture inversée, avec des bouges positifs plus volumineux, apportent à la fois un avantage aérodynamique et de volume pour les tests de stabilité du bateau, mais aussi une capacité à évacuer cette eau le plus rapidement possible.
Le frégatage à l'avant a été réduit (voire supprimé sur le bateau de Charlie Dalin) pour éviter d'embarquer de l'eau sur le pont à forte vitesse, mais a été accentué plus en arrière pour évacuer plus rapidement les paquets de mer embarqués. Le frégatage permet aussi réduire les poids, à la fois des cloisons et des murailles.

##### Foils
Limités en taille et en volume par la jauge, pour tenter de maîtriser l'inflation de leur coût, les architectes ont exploré les options qui permettaient de gagner en stabilité de vol. La tâche est plus difficile et plus cruciale que pour les AC75 de l'America's Cup, puisque la jauge IMOCA n'autorise toujours pas les plans porteurs sur les safrans pour stabiliser le tangage pendant le vol.

##### Sièges de cockpit
Avec les vitesses accrues, les chocs et les accélérations violentes que les marins encaissent pendant des mois deviennent de plus en plus éprouvants. Gagner en confort permet dans le même temps de limiter la fatigue, les risques de blessures, mais aussi d'améliorer la sécurité, l'endurance et la lucidité. On peut voir des sièges baquet en carbone, positionnables dos à la route, pour ne pas voler dans le bateau lors des plantés trop violents, des systèmes de suspension et d'amortissement, des poufs à billes, des coussins d'air ou de différents matériaux, des ceintures de sécurité pour la position assise, mais aussi pour le couchage. À son arrivée,Yoann Richomme souligne à propos de son siège baquet en carbone amorti sur vérins hydrauliques que "l'ergonomie et le confort à bord permettent de pousser un peu plus les bateaux... ce n'est vraiment pas une surprise que les deux bateaux avec les intérieurs les plus travaillés soient en tête au classement". Malgré cet atout qu'il estime décisif, il ajoute que son ostéopathe ne l'a jamais vu dans un aussi piteux état.

##### Voile de traction
Une trentaine des quarante bateaux engagés sont équipés de la voile de traction, aile de kitesurf développée par Yves Parlier pour être utilisée en cas de démâtage, dont est déjà doté l'Energy Observer. Conçu pour assurer la sécurité des skippers, le kite de 20 m2 qui ressemble à « la peau d’un quartier d’orange avec deux cordages qui la relient au bateau » est embarqué dans un sac de 2,4 kg. Sa couleur orange très visible facilite le signalement. Selon la force du vent, le bateau peut rejoindre un port en toute autonomie en avançant entre 3 et 5 nœuds,. Arnaud Boissières utilise le LibertyKite conçu par Yves Parlier pour tracter La Mie Caline à la suite de son démâtage le 30 janvier 2025.

#### Énergie à bord
Un bateau International Monohull Open Class Association (IMOCA) est réglementairement équipé d’un moteur électrique ou d’un moteur Diesel de minimum 35 ch emportant au minimum deux fois dix litres de gasoil, qu'il doit conserver jusqu’à l’arrivée pour pouvoir aller porter assistance à une personne en mer avec l'assistance du moteur. La réglementation impose d'avoir une autonomie de cinq heures à cinq nœuds grâce au moteur, qu'il soit Diesel ou électrique.

##### Comparaison des générateurs
Les progrès des batteries (gains en densité énergétique donc en poids) sont en passe de donner un avantage compétitif au moteur électrique complété de batteries par rapport au moteur Diesel au gasoil, outre l'intérêt au niveau décarbonation.
Chaque compétiteur est libre de définir la quantité de carburant optimale qu'il emporte (200 à 300 L environ). À raison d'une à deux heures de fonctionnement quotidien, le moteur thermique associé à un alternateur est l'une des solutions qui permettent de faire face à la demande croissante d'énergie électrique des IMOCA (pilote automatique, ordinateur du bord, centrale de navigation, capteurs divers, dessalinisateur, quille pendulaire, communications, vidéos et photos réalisées à bord). La consommation électrique d'un Imoca lors du Vendée globe 2021 était de l'ordre de 3 kWh/24 h, c'est en 2024 la consommation de l'Imoca de Conrad Colman, l'un de ceux qui y a apporté la plus grande attention, veillant à rester sobre et à maîtriser sa consommation pour se passer totalement d'électricité générée à partir d'un groupe électrogène thermique. En 2024, la consommation électrique peut approcher les 10 kWh/24 h en 2024 comme sur le bateau de Yannick Bestaven, consommation permise par les hydrogénérateurs qu'il commercialise, et dont il est logique qu'il mette en avant tous les avantages potentiels. Le fait que le générateur thermique permette un peu de chauffage/séchage des vêtements est, outre la sécurité et la redondance également améliorées, l'une des raisons pour lesquelles il n'a pas disparu des voiliers de course, apportant un confort souvent très apprécié des navigateurs, surtout dans le Grand sud. Les hydrogénérateurs permettent dès 2024 de maintenir ce confort en se passant d'énergie fossile.
Dans l'édition 2020, 90 % des bateaux sont équipés d'hydrogénérateurs, 30 % de panneaux solaires, plus coûteux en poids que l'hydrogénérateur (il faudrait 20 à 30 m2 de panneaux pour faire face a la consommation quotidienne typique avec une marge de sécurité raisonnable pour les jours gris) et peu efficaces du fait des conditions d'ensoleillement difficilement maîtrisables en navigation, et 10 % d'éoliennes, moins avantageuses par leur traînée aérodynamique, leur poids et encombrement (mat de déport) et leur fiabilité (éoliennes endommagées voire arrachées par des vagues ou lors de gîtes extrêmes).

##### L'hydrogénérateur s'impose dès 2020
La solution de référence est donc l'hydrogénérateur. Fonctionnant dans l'eau avec un écoulement plus laminaire et moins turbulent que dans l'air sous le vent du bateau, à production comparable, il présente moins de traînée que l'éolienne (traînée limitée à haute vitesse par variation du pas de l'hélice), un poids et un encombrement nettement plus faibles, un meilleur rendement et une meilleure fiabilité que les autres sources d'énergies. Yannick Bestaven a ainsi fondé en 2009 Watt&Sea, société de conception et de fabrication d’hydrogénérateurs, pour viser l’autonomie énergétique totale sur un tour du monde. Les solutions Watt&Sea permettent de faire face aux besoins quotidiens d'un IMOCA en générant une traînée minime quelques heures par jour (entre deux heures pour les plus sobres, et six heures pour ceux qui privilégient les solutions électriques), pour un poids de huit kilogrammes. Le fait que les hydrogénérateurs soient escamotables est un autre argument pour les compétiteurs qui souhaitent optimiser leurs performances dans les moments critiques. Les autres sources d'énergie (moteur thermique, solaire, éoliennes), même si elles présentent de moins bons compromis poids/encombrement/rendement/fiabilité/prix face aux hydrogénérateurs, conservent l'avantage de la redondance (les hydrogénérateurs produisent peu les jours très rares où le bateau n'avance pas, dans le pot au noir par exemple), facteur de sécurité important sur une course autour du monde sans escale et sans assistance.
L'utilisation réversible hydrogénérateur/moteur électrique, solution légère, simple, compacte et fiable, déjà mûre dans la voiture électrique avec le freinage régénératif, a déjà été explorée mais nécessitait en 2024 encore des évolutions et des développements (compromis complexes nécessaires au rendement des hélices dans les deux situations, mais aussi poids des batteries de stockage de l'énergie), pour satisfaire les objectifs de sécurité de la classe IMOCA. Le gain de poids de la solution électrique est d'ores et déjà déterminant sur les multicoques de la classe Ocean Fifty. Ceux-ci sont moins amenés à traîner dans les froideurs du grand sud où les déperditions d'énergie des moteurs thermiques deviennent des calories précieuses pour le séchage du matériel et le confort du marin. En 2024, Yannick Bestaven a beaucoup limité le gasoil emporté, le réservant quasiment exclusivement à l'autonomie moteur obligatoire rendue obligatoire par les règles de sécurité de la classe IMOCA. Il utilise l'énergie abondante fournie par ses hydrogénérateurs pour alimenter une soufflante à air chaud pour faire sécher ses vêtements et se réchauffer. Les courses moins longues de la classe Ocean Fifty sont également moins exigeantes en matière de redondance de différentes solutions de production d'énergie. La solution électrique réversible hydrogénérateur/moteur électrique installée en 2020 sur l'Ocean Fifty Primonial allège le voilier en le rapprochant un peu plus de la jauge minimum de 3 200 kg. Dans cette classe où les contraintes de poids sont plus aiguës qu'en IMOCA, la batterie retenue fait 20 kWh et pèse environ 150 kg. Il suffit en moyenne de l'ordre de cinq heures de recharge quotidienne au-delà de quinze nœuds pour compenser la consommation des appareils de bord, la capacité de la batterie assure quatre jours d'autonomie en cas d'avarie d'hydrogénérateur. Un IMOCA équipé pour un tour du monde nécessitait déjà en 2020 plus d'énergie, et l'évolution prévisible des équipements énergivores (comme l'asservissement du réglage des voiles et des foils, gage de performances optimisées avec l'évolution des pilotes auto, mais aussi de sécurité en permettant des manœuvres d'évitement rapides d'OFNI), exige des solutions plus endurantes donc plus lourdes pour les batteries de stockage.

##### Objectif Vendée Globe sans énergie fossile en 2028
L'adoption de cette solution électrique en IMOCA est en harmonie avec la transition énergétique rendue nécessaire par l'épuisement des gisements pétroliers et par l'impératif de réduction des émissions de CO2. Le rythme de cette transition dépendra des compromis arbitrés collégialement entre la liberté d'exploration de ce gisement de gain de performances, et le bridage technologique permettant de maîtriser les budgets et donc l'accessibilité de la classe IMOCA.
En attendant une réglementation concertée et généralisée, certains concurrents font déjà le choix d'un tour du monde sans énergie fossile en 2024 (ou du moins avec le minimum imposé par le règlement IMOCA), en privilégiant des solutions électriques. C'est le cas de Yannick Bestaven, pionnier en matière d'hydrogénérateur, c'est aussi le cas de Conrad Colman. Pour réaliser cet objectif, il utilisera uniquement des panneaux solaires et un hydrogénérateur Watt&Sea, ainsi qu'un parc de batterie quasiment doublé, lui assurant plusieurs jours d'autonomie pour les jours sans (pot au noir sans hydrogénération faute de vitesse). Conrad Colman a réduit ses consommations (moins d'écrans, mode économie d'énergie, avec stockage d'eau douce supérieur, dont le surcoût en poids s'ajoute à celui des batteries, et qui oblige à anticiper les périodes sans hydrogénération en faisant fonctionner le dessalinisateur en amont).
Peu avant le départ de cette édition 2024, La direction de course a réaffirmé des objectifs pour 2028, visant à ne plus utiliser d’énergie fossile afin de produire l’électricité nécessaire au fonctionnement des appareils à bord, excepté comme redondance pour des raisons de sécurité.

##### Enjeux
Le manque d'énergie peut devenir très pénalisant voire rédhibitoire sur les IMOCA, tandis que les premiers voiliers de course autour du monde voguaient des semaines sans électricité. Isabelle Joschke (MACSF) explique qu’elle était « en restriction d’énergie » lorsque son hydrogénérateur est tombé en panne et qu'elle devait se satisfaire du gasoil. À l’inverse, Benjamin Dutreux, en avarie de moteur, ne pouvait compter que sur ses hydrogénérateurs. François Gabart estimait qu'en dehors des risques d'avaries, il était d'ores et déjà possible en 2013 de boucler un tour du monde en assurant la totalité de l'autonomie énergétique avec les hydrogénérateurs.
Le dessalinisateur est notamment un gros consommateur d'énergie. Pour les courses dont la longueur est supérieure à 5 000 milles, deux dessalinisateurs fonctionnant à la fois manuellement et électriquement doivent être installés à bord, dont un qui doit rester en place ; la pluie peut dans certaines conditions assurer l'approvisionnement en eau douce, mais cela nécessite du temps et de l'énergie que le navigateur ne peut plus consacrer au bateau, ainsi que du lest par un stockage d'eau douce qui pénalise la performance.
Lorsque la pénurie d'énergie compromet les fonctions les plus importantes du bateau (pilote automatique, ordinateur du bord, centrale de navigation, capteurs divers), les navigateurs doivent abaisser drastiquement le niveau de performance du bateau pour éviter la casse. Les informations météo dont ils ne disposent que depuis les années 2000 sont des éléments de sécurité qui permettent d'esquiver les pires situations. Ce paramètre a permis de réduire certains coefficients de sécurité mécanique, au bénéfice du poids et de la performance des bateaux, les rendant moins versatiles et plus sujets à la casse mécanique lors des tempêtes.

### Assistance et escales
Le Vendée Globe est une course en solitaire, sans assistance et sans escale. Entre le départ et l'arrivée, un bateau ne peut accoster aucune autre embarcation ; et personne d'autre que le skipper ne peut se trouver à bord — sauf en cas de sauvetage d'un autre concurrent. Un skipper peut faire escale, mais il a interdiction de poser le pied au-delà de la limite de l'estran. Le routage météo depuis la terre est interdit. Une assistance médicale est fournie à distance par le CROSS Gris Nez, qui met en relation le coureur et le Centre de consultation médicale maritime (CCMM) ainsi que le médecin de la course. Des conseils peuvent être donnés à distance par l'architecte ou par l'équipe technique, mais les réparations sont effectuées par le skipper, avec les moyens du bord. La seule intervention extérieure possible concerne les concurrents revenant aux Sables-d'Olonne dans les dix jours qui suivent le départ, avec l'espoir de repartir.

## Participants

### Nombre de participants

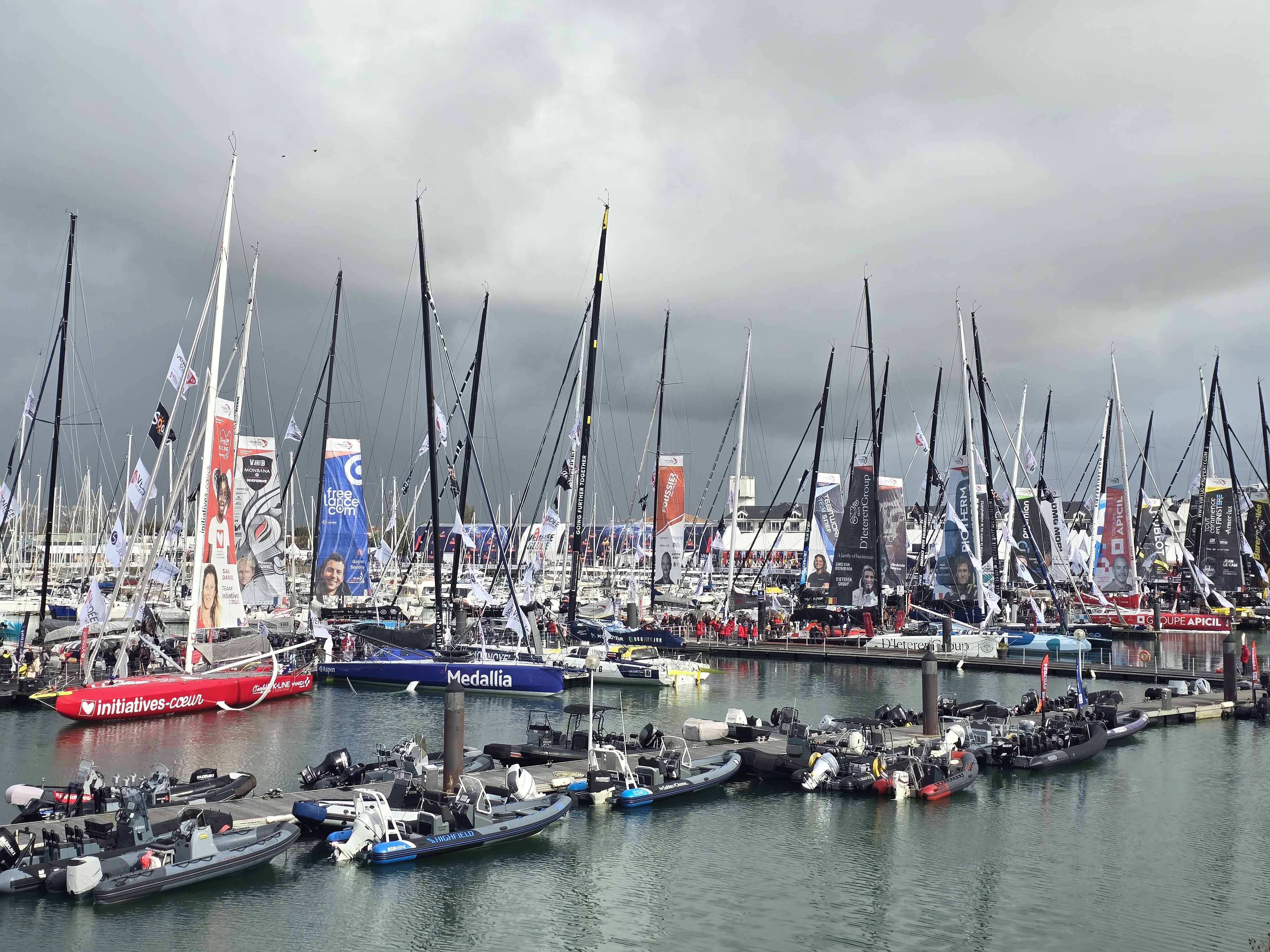
Une partie des bateaux à quai avant le départ.

À la suite de l'augmentation significative du nombre de participants lors des dernières éditions, la direction de course a décidé d'augmenter le nombre de bateaux participants à 40 contre 33 lors de la dernière édition.
Pour définir les 40 concurrents qui seront au départ, parmi les binômes IMOCA/skipper remplissant les critères de qualification, une sélection est réalisée au nombre de milles parcourus par le skipper en solitaire, en double et en équipage depuis la Transat Jacques Vabre 2021.
Contrairement à la qualification, les milles sont comptabilisés par le skipper, peu importe l’IMOCA sur lequel il navigue. Si un skipper est contraint à l’abandon sur une course, les milles qu’il a parcourus avant son abandon sont comptabilisés. Cependant, il y a deux exceptions :
- L’exception des bateaux neufs : les 13 premiers binômes - IMOCA neuf/skipper - à prendre le départ d’une course qualificative n’entreront pas dans le processus de sélection. Ils sont assurés - sous réserve d’être qualifiés - d’être au départ[36].
- L’exception de la wild card : un autre skipper qualifié sera exempté du processus de sélection : le skipper qui bénéficiera de la wild card (invitation)[36].

### Inscription et qualification
Chaque binôme IMOCA/skipper doit être au départ d'au moins deux courses qualificatives (dont une en 2022 ou 2023 et une en 2024). Le skipper devra terminer au moins l'une d'entre elles et son temps de course ne devra pas être plus d'une fois et demi supérieur au temps du vainqueur. Les courses qualificatives disputées en solitaire, sont les suivantes :
- la Vendée-Arctique-Les Sables-d'Olonne 2022 ;
- la Route du Rhum 2022 ;
- la transat Retour à la Base* ;
- The Transat 2024 ;
- New York Vendée - Les Sables d'Olonne ;
- ou une autre course en solitaire ou en double des IMOCA Globe Series[37].

* En cas d'avarie majeure rencontrée sur la Transat Jacques Vabre 2023 rendant impossible la participation à la course (Retour à la Base), l'organisation pourra accorder une dérogation et accepter que le départ de la Transat Jacques Vabre 2023 compte comme course qualificative, bien qu'elle soit disputée en double.

#### Sélection
Si plus de 39 skippers remplissent les conditions d’inscription, la sélection s'effectuera selon le nombre de milles parcourus. Les distances seront retenues selon le barème suivant :
- Une course en solitaire : 1 mille nautique = 1 mille.
- Une course en double : 1 mille nautique = ½ mille.
- Une course en équipage : 1 mille nautique parcouru sur une étape = 1/4 mille, avec un total maximum plafonné à 5 000 milles.
- exception faite pour la dernière course de sélection au Vendée Globe, la New-York – Vendée Les Sables 2024 : 1 mille nautique = 1,5 mille.

Le quarantième participant est le skipper qui bénéficiera de la wild card.

### Les 40 candidats sélectionnés
Trente-quatre hommes et six femmes prennent le départ de la course, le 10 novembre 2024 aux Sables-d'Olonne.
| # | Concurrent          | Nationalité                 | Âge    | Parti cipa tions | Nom du bateau                          | Appen- dices    | Architecte               | Chantier                                 | Mise à l'eau |
| - | ------------------- | --------------------------- | ------ | ---------------- | -------------------------------------- | --------------- | ------------------------ | ---------------------------------------- | ------------ |
| ♂ | Fabrice Amedeo      | France                      | 46 ans | 3e               | Nexans-Wewise                          | dérives droites | Owen Clarke              | Hakes Marine (Nouvelle-Zélande)          | 2007         |
| ♂ | Romain Attanasio    | France                      | 47 ans | 3e               | Fortinet-Best Western                  | foils           | Verdier-VPLP             | Multiplast                               | 2015         |
| ♂ | Éric Bellion        | France                      | 48 ans | 2e               | Stand As One (en)                      | dérives droites | David Raison             | Persico Marine (Italie)                  | 2023         |
| ♂ | Yannick Bestaven    | France                      | 51 ans | 3e               | Maître Coq V                           | foils           | Verdier-VPLP             | CDK Port-la-Forêt                        | 2022         |
| ♂ | Jérémie Beyou       | France                      | 48 ans | 5e               | Charal (en)                            | foils           | Sam Manuard              | CDK Lorient                              | 2022         |
| ♂ | Arnaud Boissières   | France                      | 52 ans | 5e               | La Mie câline                          | foils           | VPLP-Verdier             | CDK Port-la-Forêt                        | 2010         |
| ♂ | Louis Burton        | France                      | 39 ans | 4e               | Bureau Vallée 3                        | foils           | Sam Manuard              | Black Pepper                             | 2020         |
| ♂ | Conrad Colman       | Nouvelle-Zélande États-Unis | 40 ans | 2e               | MS Amlin                               | dérives droites | Lauriot-Prévost, Verdier | Indiana Yachting (Italie)                | 2007         |
| ♂ | Antoine Cornic      | France                      | 44 ans | 1re              | Human Immobilier                       | dérives droites | Owen Clarke              | Chris Prior (Canada)                     | 2006         |
| ♂ | Manuel Cousin       | France                      | 57 ans | 2e               | Coup de pouce                          | dérives droites | Farr                     | Southern Ocean Marine (Nouvelle-Zélande) | 2006         |
| ♀ | Clarisse Crémer     | France                      | 34 ans | 2e               | L'Occitane en Provence                 | foils           | Verdier                  | CDK Lorient                              | 2019         |
| ♂ | Charlie Dalin       | France                      | 40 ans | 2e               | Macif santé prévoyance                 | foils           | Verdier                  | CDK Port-la-Forêt                        | 2023         |
| ♀ | Samantha Davies     | Royaume-Uni                 | 50 ans | 4e               | Initiatives-Cœur                       | foils           | Sam Manuard              | Black Pepper                             | 2022         |
| ♀ | Violette Dorange    | France                      | 23 ans | 1re              | Devenir                                | dérives droites | Farr                     | CDK Port-la-Forêt                        | 2007         |
| ♂ | Louis Duc           | France                      | 41 ans | 1re              | Fives Group-Lantana Environnement      | dérives droites | Farr                     | CDK Port-la-Forêt                        | 2006         |
| ♂ | Benjamin Dutreux    | France                      | 34 ans | 2e               | Guyot Environnement-Water Family       | foils           | Verdier-VPLP             | Green Marine, à Hythe                    | 2015         |
| ♂ | Benjamin Ferré      | France                      | 34 ans | 1re              | Monnoyeur-Duo For a Job                | dérives droites | VPLP-Verdier             | Green Marine-CDK Port-la-Forêt           | 2011         |
| ♂ | Sam Goodchild       | Royaume-Uni                 | 34 ans | 1re              | Vulnerable (Advens 1)                  | foils           | Verdier                  | Persico Marine                           | 2019         |
| ♀ | Pip Hare            | Royaume-Uni                 | 50 ans | 2e               | Medallia                               | foils           | VPLP-Verdier             | CDK Port-la-Forêt                        | 2015         |
| ♂ | Oliver Heer         | Suisse                      | 36 ans | 1re              | Tut gut.                               | dérives droites | Farr                     | Southern Ocean Marine                    | 2007         |
| ♂ | Boris Herrmann      | Allemagne                   | 43 ans | 2e               | Malizia-Seaexplorer                    | foils           | VPLP                     | Multiplast                               | 2022         |
| ♀ | Isabelle Joschke    | France Allemagne            | 47 ans | 2e               | MACSF                                  | foils           | VPLP-Verdier             | Chantier naval de Larros                 | 2007         |
| ♂ | Jean Le Cam         | France                      | 65 ans | 6e               | Tout commence en Finistère - Armor lux | dérives droites | David Raison             | Persico Marine                           | 2023         |
| ♂ | Tanguy Le Turquais  | France                      | 35 ans | 1re              | Lazare                                 | dérives droites | Finot-Conq               | Multiplast                               | 2008         |
| ♂ | Nicolas Lunven      | France                      | 41 ans | 1re              | Holcim-PRB                             | foils           | Verdier                  | Carrington, à Hythe (Hampshire)          | 2022         |
| ♂ | Sébastien Marsset   | France                      | 39 ans | 1re              | Foussier                               | dérives droites | Farr                     | JMV                                      | 2006         |
| ♂ | Paul Meilhat        | France                      | 42 ans | 2e               | Biotherm                               | foils           | Verdier                  | Persico Marine                           | 2022         |
| ♀ | Justine Mettraux    | Suisse                      | 38 ans | 1re              | Teamwork-Team Snef                     | foils           | VPLP                     | CDK Port-la-Forêt                        | 2018         |
| ♂ | Giancarlo Pedote    | Italie                      | 48 ans | 2e               | Prysmian Group                         | foils           | Verdier-VPLP             | Multiplast                               | 2015         |
| ♂ | Yoann Richomme      | France                      | 41 ans | 1re              | Paprec Arkéa                           | foils           | Antoine Koch-Finot-Conq  | Multiplast                               | 2023         |
| ♂ | Alan Roura          | Suisse                      | 31 ans | 3e               | Hublot                                 | foils           | VPLP-Pete Hobson         | Carrington                               | 2019         |
| ♂ | Thomas Ruyant       | France                      | 43 ans | 3e               | Vulnerable (Advens 2)                  | foils           | Koch-Finot-Conq          | CDK Lorient                              | 2023         |
| ♂ | Damien Seguin       | France                      | 45 ans | 2e               | Groupe Apicil                          | foils           | VPLP-Verdier             | CDK Lorient et Port-la-Forêt             | 2015         |
| ♂ | Kōjirō Shiraishi    | Japon                       | 57 ans | 3e               | DMG Mori Global One                    | foils           | VPLP                     | Multiplast                               | 2019         |
| ♂ | Sébastien Simon     | France                      | 34 ans | 2e               | Groupe Dubreuil                        | foils           | Verdier                  | CDK Lorient et Port-la-Forêt             | 2021         |
| ♂ | Maxime Sorel        | France                      | 38 ans | 2e               | V and B-Monbana-Mayenne                | foils           | Verdier                  | Multiplast                               | 2022         |
| ♂ | Guirec Soudée       | France                      | 32 ans | 1re              | Freelance.com                          | dérives droites | Farr                     | Offshore Challenges, à Cowes             | 2007         |
| ♂ | Denis Van Weynbergh | Belgique                    | 57 ans | 1re              | D'Ieteren Group                        | dérives droites | Nándor Fa, Attila Déry   | Pauger Carbon (Hongrie)                  | 2014         |
| ♂ | Szabolcs Weöres     | Hongrie                     | 51 ans | 1re              | New Europe                             | dérives droites | Owen Clarke              | Hakes                                    | 2007         |
| ♂ | Jingkun Xu          | Chine                       | 35 ans | 1re              | Singchain Team Haikou                  | foils           | Finot-Conq               | Multiplast                               | 2007         |

1. ↑  Les âges sont calculés au départ de la course, le 10 novembre 2024.

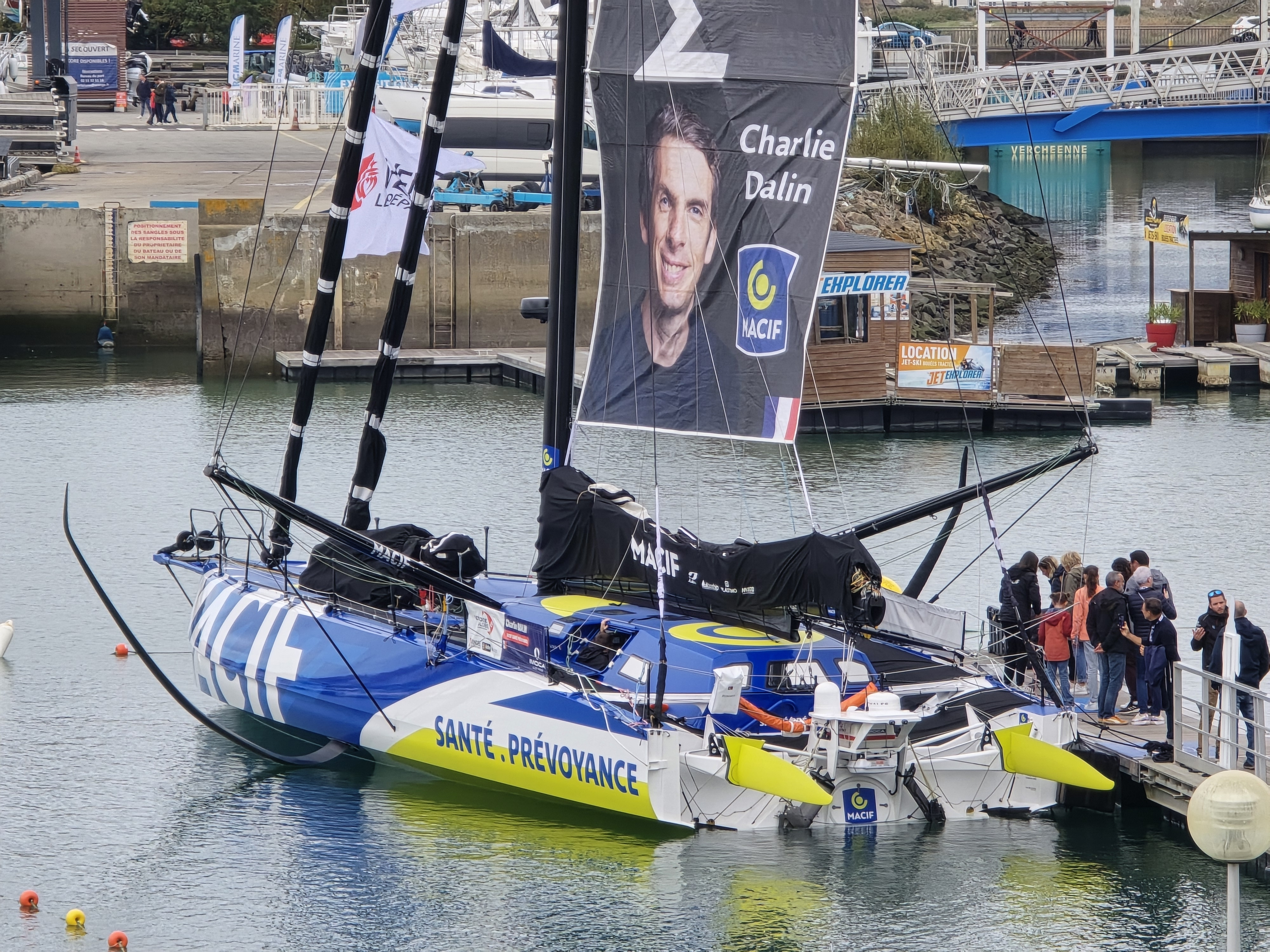
Macif santé prévoyance de Charlie Dalin.
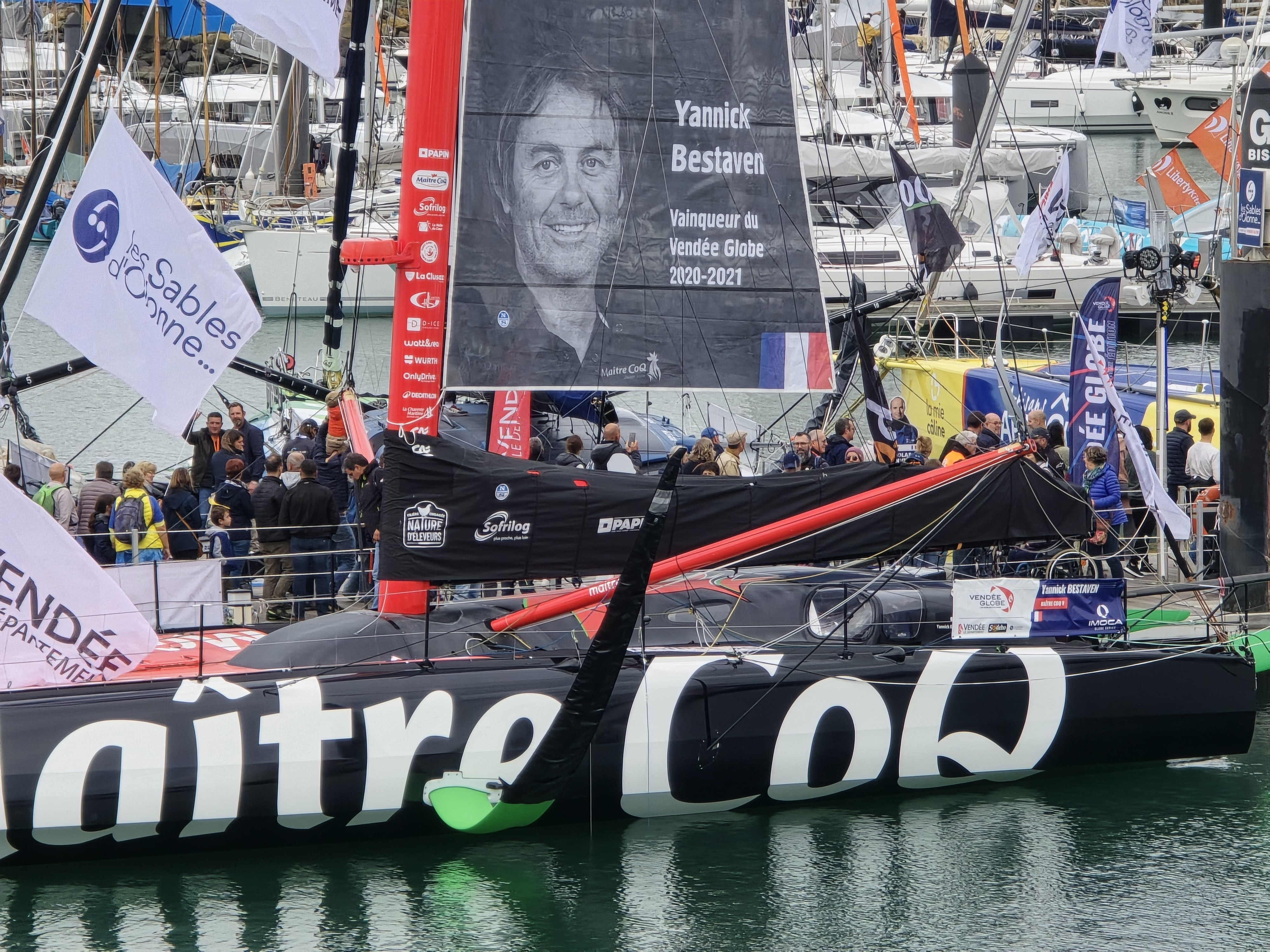
Maître CoQ V de Yannick Bestaven.
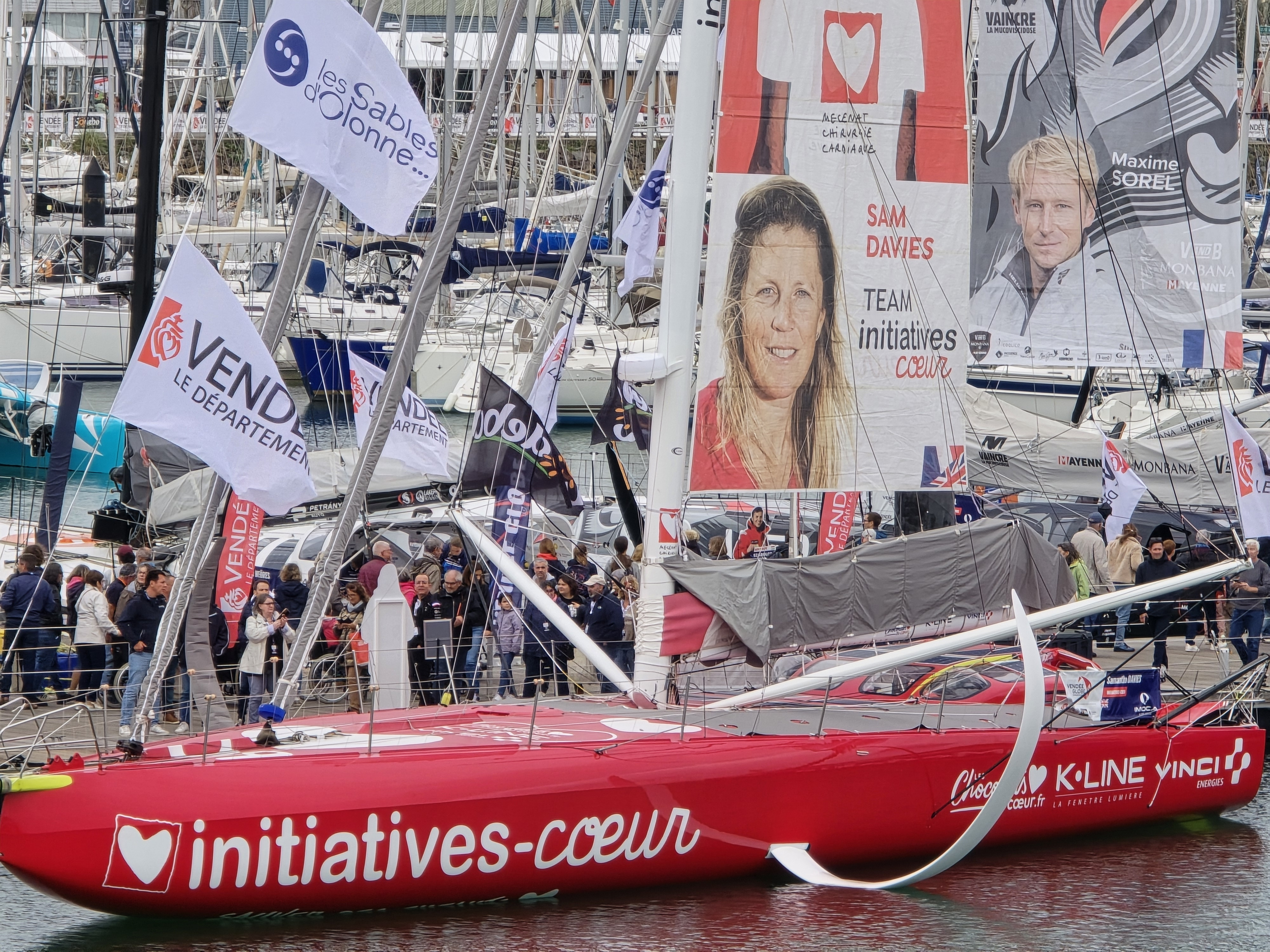
Initiatives-Cœur 4 de Samantha Davies.

### Projets abandonnés
En février 2021, Jörg Riechers (de) lance la conception d'Alva Yachts, un Imoca dont la mise à l'eau est annoncée pour juillet 2023. Le projet n'aboutit pas.
Le 5 août 2023, sur un chantier marseillais, le Demain c'est loin de Nicolas Rouger, renversé par le vent, fait une chute de cinq mètres,. Les dégâts sont importants. Rouger doit renoncer à son projet de Vendée Globe.
En septembre 2021, Armel Tripon lance le projet d'Imoca Les P'tits Doudous en vue de participer au Vendée Globe 2024. Mais la construction ne débute que le 26 septembre 2023, ce qui est beaucoup trop tard.
L'Oceanslab Cleantech Accelerator de Phil Sharp est mis à l'eau le 20 octobre 2023. Il doit impérativement prendre le 30 novembre le départ du Retour à la Base, ultime course permettant de valider la première phase (2022 et 2023) de qualification pour le Vendée Globe. En convoyage vers Fort-de-France, le bateau subit le 20 novembre une casse de bout-dehors qui oblige Sharp à renoncer au Retour à la Base et qui par conséquent lui ôte toute chance de se qualifier pour le Vendée Globe, au vu de l'avis de course (la wild card n'est prévue que pour un candidat s'étant qualifié, mais ayant accompli un nombre de milles de sélection insuffisant). « Quand je vois, déplore Jean Le Cam, que Phil Sharp ne pourra sans doute pas être au départ, malgré tout ce qu’il a mis en œuvre, je trouve ça moche. » Mais Alain Leboeuf, président de la course, tranche : « Le règlement de la course, connu depuis 2021, devra être respecté. C’est un déchirement pour moi, mais je veux rester celui qui fait respecter le règlement. »
Le 26 septembre 2023, quatre jours après le démâtage de l'Imoca de Nicolas Troussel, Corum L'Épargne décide de mettre fin à son sponsoring voile et de vendre le bateau. Le 21 mars 2024, Nicolas Troussel annonce qu'il n'a pas réussi à trouver un nouveau sponsor et qu'il ne sera pas au départ du prochain Vendée Globe.
Les organisateurs limitent le nombre de bateaux à 40. En juin 2024, il y a 42 qualifiés. Deux d'entre eux sont donc privés de Vendée Globe :
- James Harayda (Gentoo) n'a pas pu participer aux trois dernières courses de la saison 2023, à la suite de « difficultés lors de son chantier de réparation[56] ». Ce qui l'a pénalisé dans la « course aux milles » (sélection mise en place pour inciter chaque binôme skipper-bateau à courir dans les trois années qui précèdent le Vendée Globe). Il s'est qualifié, mais on ne lui accorde pas le droit de s'aligner au départ : une wild card a certes été prévue, mais c'est Oliver Heer qui en bénéficie[55].

- François Guiffant est à la barre de Partage mis à l'eau en 2004, trop vieux de quelques mois au vu du règlement[57]. Il obtient une dérogation de la part des organisateurs, mais il ne peut être retenu au détriment d'un autre qualifié ; s'il n'y a que 39 partants, il pourrait prendre la 40e place[57],[58]. Or, il y a 42 qualifiés, et Guiffant n'est pas autorisé à allonger la liste.

| Concurrent         | Nationalité | Nombre de participations | Nom du bateau                   | Architecte           | Chantier              |
| ------------------ | ----------- | ------------------------ | ------------------------------- | -------------------- | --------------------- |
| Jörg Riechers (de) | Allemagne   | 0                        | Alva Yachts                     | Farr-Bertrand-Dupont | Trimarine             |
| Nicolas Rouger     | France      | 0                        | Demain c'est loin               | Owen Clarke          | Southern Ocean Marine |
| Armel Tripon       | France      | 1                        | Les P'tits Doudous              | VPLP                 | Duqueine Atlantique   |
| Phil Sharp         | Royaume-Uni | 0                        | Oceanslab Cleantech Accelerator | Samuel Manuard       | Black Pepper          |
| Nicolas Troussel   | France      | 1                        | Corum L'Épargne                 | Juan Kouyoumdjian    | CDK Technologies      |
| James Harayda      | Royaume-Uni | 0                        | Gentoo                          | Finot-Conq           | Neville Hutton        |
| François Guiffant  | France      | 0                        | Partage                         | Lombard              | JMV Industries        |

## Jury
Une réclamation peut être déposée auprès du jury international, si l'on estime qu'il y a infraction ou manquement aux règles. Les réclamations peuvent émaner d'un concurrent, de la direction de course ou du jury lui-même. Les cinq membres du jury, indépendants du comité d'organisation et du comité de course, sont nommés par la Fédération française de voile.

## Déroulement

### Départ
Le départ est donné le 10 novembre 2024 à 13 h 2, devant 500 000 spectateurs présents aux Sables d'Olonne. Il est caractérisé par un vent faible, de 4 à 7 nœuds, n'offrant que peu de spectacle. Aucun franchissement anticipé de la ligne de départ n'est relevé et Boris Herrmann prend d'une courte avance la tête de la course avant d'être rattrapé par Paul Meilhat,.
Pour battre le temps de référence de 74 j 3 h 36 min réalisé par Armel Le Cléac'h lors du Vendée Globe 2016-2017, les concurrents devaient regagner les Sables d'Olonne avant jeudi 23 janvier 2025.

### Descente de l'Atlantique nord
Après une première nuit calme par manque de vent, Charlie Dalin pointe en première position au début du deuxième jour de course, devant Sébastien Simon et Sam Goodchild. Deux avaries sont constatées dans les premières vingt-quatre heures : Conrad Colman, déjà victime d'un problème de bout au départ, subit des problèmes d'électronique. De son côté Boris Herrmann signale un problème de vérin sur son bateau,. Au troisième jour, Sam Goodchild prend la tête. Au début du quatrième jour, à l'approche de Madère, c'est Yoann Richomme qui mène la course, détrôné pendant quelques heures par Charlie Dalin à l'ouest de Madère, puis par Nicolas Lunven au cours du cinquième jour au large des Canaries. Ce dernier établit à cette occasion un nouveau record de distance en vingt-quatre heures pour un IMOCA en solitaire avec 546,6 milles, avant que Yoann l'améliore plus tard à 551,84 milles.
Le premier abandon se produit au cinquième jour de course : Maxime Sorel blessé à une cheville dès le deuxième jour prend la décision d'abandonner et de rejoindre l'île de Madère. Au début du sixième jour, Sam Goodchild reprend la première place alors que les premiers entrent dans une vaste zone sans vent qui resserre les écarts et permet à Giancarlo Pedote de prendre la tête, en passant en vingt-quatre heures de la 14e à la première place. Le regroupement général se traduit par une trentaine de bateaux en moins de 100 milles et permet au vétéran de la course, l'expérimenté Jean Le Cam de prendre la tête grâce à son choix d'une route plein sud à l'est, à l'écart des autres concurrents. À l'arrière de la course, Szabolcs Weöres se déroute vers les Canaries pour réparer au calme des voiles endommagées.

#### Du tropique du Cancer au pot au noir
Au 8e de jour de course, Jean Le Cam se retrouve englué à son tour dans une zone sans vent et perd la tête de course au profit de Sébastien Simon puis de Sam Goodchild qui a choisi une route plus à l'ouest. Dans le même temps, Louis Burton subit une avarie et doit colmater les fissures apparues sur le pont du bateau. Au 9e jour, alors que le vent faiblit pour l'ensemble de la flotte, Jean Le Cam qui a pris l'option de passer à l'est des îles du Cap-Vert, reprend la première position. Mais dès le lendemain, le retour des alizés à l'ouest permet de retrouver des allures supérieures à 20 nœuds et dans ces conditions Sam Goodchild retrouve la première place. Le 20 novembre, les conditions pour le groupe de tête sont idéales pour les pointes de vitesse dans les alizés, 9 des 10 premiers concurrents dépassent les 500 milles parcourus en vingt-quatre heures. Thomas Ruyant est le seul des bateaux de tête à "plafonner" à 485 milles, privilégiant une position plus à l'ouest de la flotte, sacrifiant quelques milles pour obtenir de meilleures conditions lors du passage du pot au noir. Le plus rapide est Yoann Richomme qui parcourt 551,84 miles, établissant un nouveau record de distance en vingt-quatre heures pour un IMOCA . Néanmoins en fin de journée, les leaders de la course entrent dans le pot au noir et ralentissent considérablement leur allure. L'écart entre le premier et le douzième n'est alors que de 50 milles. Sébastien Simon et Sam Goodchild se disputent la première place avant que dans la nuit, Thomas Ruyant prenne la tête, touchant les dividendes de sa route plus à l'ouest en retrouvant du vent plus tôt que les autres.

#### Temps de passage à l'équateur
Thomas Ruyant est le premier à passer l'équateur, en 11 jours, 7 heures, 8 minutes et 15 secondes.

### Descente de l'Atlantique sud
Après le passage de l’Équateur, au douzième jour de course, Charlie Dalin, qui a bénéficié d'un angle de vent favorable, prend les devants.
Au quatorzième jour de course, à l'approche du tropique du Capricorne, les compteurs s'affolent avec des conditions très favorables permettant aux foilers de dernière génération d'exprimer leur potentiel, et de creuser sur les dériveurs un écart beaucoup plus tranchant et précoce qu'ils n'avaient pu le faire lors des éditions précédentes. Les skippers sont à l'attaque pour essayer d'attraper le train à l'avant du front froid d'une dépression secondaire, qui les porte depuis le nord de Rio de Janeiro sur une route presque directe jusqu'au cap de Bonne-Espérance. C'est une opportunité très rare de faire des trajectoires aussi tendues à ce moment du Vendée Globe, qui combine des vents forts mais maniables et réguliers, dans de bonnes conditions de mer. Comme dans les alizés de l'Atlantique nord, les neuf premiers dépassent la barre des 500 milles/24 h. Ce ne sont pas moins de six concurrents qui battent le 25 novembre 2024 le record de distance en vingt-quatre heures pour un IMOCA, mais il n’y a pas de performances collectives homologuées dans un record de vitesse. A la fin, il n’en restera qu’un. Yoann Richomme confirme le potentiel de son Paprec Arkéa avec 579,86 milles parcourus en vingt-quatre heures, soit 1 073,9 kilomètres à 24,16 nœuds de moyenne.
Cette traversée à haute vitesse de l'Atlantique sud est la troisième séquence météo favorable pour les foilers de dernière génération lors de ce Vendée globe. À chaque occasion, le record de distance en vingt-quatre heures pour un IMOCA a été battu, et les quatorze premiers du classement, qui partagent encore le même système météo favorable, enchaînent des journées à plus de 500 milles sans accumuler d'incidents majeurs. Même s'ils sont nombreux à souligner l'importance de positionner judicieusement le curseur sauvegarde du bateau/performance, plusieurs skippers soulignent avoir peu de bricolage au programme avant d'aborder les mers du sud. Ceci illustre la maturité des foilers, leur capacité à creuser rapidement l'écart avec les dériveurs, ainsi que l'homogénéité et la qualité des préparations des bateaux.
Sébastien Josse, vainqueur de la Transat Jacques Vabre 2023 avec Armel Le Cléac’h à bord de l’Ultim Banque Populaire XI, fait partie des pionniers qui ont essuyé les plâtres des IMOCA à foils durant le Vendée Globe 2016-2017. Il estime qu'une grosse étape a été franchie par rapport aux éditions précédentes : "Les foils, la maîtrise des systèmes, la maîtrise des skippers de leurs bateaux, la stabilité…" On le voit avec des vitesses qui ont dépassé 28 nœuds de moyenne sur quatre heures. Ils sont donc en mesure d’accompagner un phénomène météo et de faire ce que les multicoques ont déjà démontré en haute mer sur des courses autour du monde depuis 15 ans.
Si la mer est presque plate, le vent relativement régulier et très loin de la sauvagerie des Quarantièmes rugissants et des Cinquantièmes hurlants vers lesquels ils se précipitent, et même si aucune avarie majeure n'est encore à signaler parmi les premiers, tous commencent à parler de l'impact physique des journées qui s'enchaînent à haute vitesse, sans répit, de la brutalité des chocs et des mouvements du bateau. Ils parlent de la nécessité de s'accrocher en permanence lors des déplacements et des manœuvres, de porter pour certains des équipements comme des casques rembourrés voire rigides façon moto, des protections aux genoux et aux coudes (Jérémie Beyou a été handicapé plusieurs jours après un choc au genou), des bouchons d'oreille pour supporter les bruits du bateau (en permanence au dessus de 90 dB avec des pics lors des chocs). Tous abordent la difficulté de gestion de la fatigue due à l'intensité prolongée, aux bruits et aux chocs, aux difficultés pour des nécessités basiques comme dormir et s'alimenter. Alors qu'on est encore loin du premier quart de la course, à plusieurs jours de la première marque de passage que constitue le Cap de Bonne Espérance, ils parlent déjà de la nécessité pour gagner d'aller jusqu'à la ligne d'arrivée, en préservant le bateau et l'homme pour que l'ensemble tienne jusqu'au bout avec des incidents limités en nombre et en gravité. Yoann Richomme déclare : « Je n’aime pas trop ce groupe qui bombarde n’importe comment, j’en fais partie hein, mais je trouve qu’on ne va pas pouvoir durer comme ça deux mois ! »
Le 27 novembre 2024, c'est au tour de Sébastien Simon de battre le record de distance en vingt-quatre heures pour un IMOCA et de dépasser pour la première fois la barre des 600 milles parcourus en vingt-quatre heures en monocoque et en solitaire : 615,33 milles à une vitesse moyenne de 25,64 nœuds. Le skipper de Groupe Dubreuil améliore ainsi de plus de 35 milles le record établi deux jours plus tôt par Yoann Richomme. Il commente : « il n'y a qu'un mètre de houle, un vent autour de 25 noeuds. J'ai deux ris dans la grand voile, sous FRO J3 (Fractionnal Code 0, un petit gennaker pour les vents intermédiaires), dans une configuration relativement safe pour le bateau ». Groupe Dubreuil a été conçu pour The Ocean Race, épreuve avec escales et en équipage de quatre marins, il ne fait  aucun compromis sur la puissance et la vitesse. Avec une structure renforcée (le bateau pèse une tonne de plus que les foilers plus légers optimisés pour la navigation solo), il permet de pousser un peu le curseur lorsque le vent monte, en limitant les risques de casse. La carène est dotée d’une étrave de type scow, et d’un bouchain prononcéqui permet de maintenir l'étrave le plus possible hors de l'eau lors d'une navigation au portant.
Malgré son record et le fait qu'il ait repris presque cent milles sur Charlie Dalin et les autres concurrents, Sébastien Simon affirme ne pas avoir poussé son bateau dans ses derniers retranchements, il déclare : « J’avais trouvé une configuration très bizarre avec le bateau, j’en dirai pas plus mais le bateau marchait tout seul, j’avais pas l’impression de tirer dessus comme une bête non plus, des fois j’ai fait des manœuvres pour changer de voiles et pas endommager le bateau, pour aller faire des check-ups sur le pont, j’ai fait une marche arrière aussi parce que j’avais un truc dans la quille, donc ça aurait pu être un peu plus ! Je soupçonne les trois premiers d’avoir eu des vrais soucis techniques parce que pour le coup je les ai vraiment trouvés lents, et les connaissant je sais qu’ils sont capables de bien plus que ça, donc je serais pas surpris qu’ils aient eu des vrais pépins quand même, c’est pas possible de revenir sur eux de cette manière-là ! ». Après cette traversée express de l'Atlantique sud, pendant laquelle les bateaux de tête ont maintenu pendant six jours un rythme qui correspond au record sur 24 heures qui prévalait avant le début de ce Vendée globe, le rythme redevient moins exceptionnel. Yoann Richomme déclare qu'après ces cinq jours de sprint, il a l'impression de se traîner en avançant à quinze nœuds de moyenne. Plusieurs skippers se félicitent du timing de ce répit relatif, qui leur permet de faire un petit tour de vérification de leur monture avant d'aborder la partie la plus intense du Vendée globe : le grand sud jusqu'au cap Horn.
Le début de course valide les prévisions de Sam Manuard, l'architecte de Charal 2, Initiatives-Cœur 4 et Bureau Vallée 3 : il constatait une grosse augmentation des performances depuis 2022, un accroissement sensible du niveau général de la flotte IMOCA avec des écarts faibles entre les concurrents. Il pressentait « une première partie de course de haute intensité, du moins jusqu’au cap de Bonne Espérance. Les cadors du circuit vont sans doute tout donner sans trop se soucier des dégâts matériels possibles. La préservation du bateau, ça sera pour plus tard, pour la longue chevauchée dans les mers australes ».

### Océan Indien
Aux portes du Grand Sud, quatre concurrents (Yoann Richomme , Charlie Dalin , Sébastien Simon  et Thomas Ruyant ) se tiennent encore dans un mouchoir de poche à la tête de la course. Ils ont maintenu des moyennes de plus de 500 milles/24 h pendant une semaine en profitant de circonstances météo favorables (mer quasi plate et vents réguliers) en surfant devant le front froid d'une dépression cueillie au large de Rio de Janeiro. À la clé, un record à 615 milles/24 h pour Sébastien Simon  et plusieurs journées flirtant avec la barrière des 600 milles/24 h pour une dizaine de foilers de dernière génération. Marc Guillemot, concurrent des éditions 2008 et 2012 du Vendée Globe, souligne la difficulté physique, mais surtout psychologique de maintenir si longtemps ces moyennes jamais vues auparavant sur des monocoques menés en solitaire. Il déclare : « Accepter d’aller aussi vite et aussi longtemps, c’est complètement fou. Est-ce qu’à un moment, il y en a un qui va dire stop ? Je ne sais pas. On est, en tous les cas, loin de soupçonner ce que cela implique, ne serait-ce que pour dormir, manger, se déplacer ou même, tout bêtement, pour aller pisser. Je pense qu’ils doivent souffrir et je ne sais pas à quel moment ils vont dire « allez, là, on arrête les conneries ! » »
À l'approche de la première très grosse dépression dans les mers du sud, Charlie Dalin et Sébastien Simon aux avant-postes tentent l'option risquée d'essayer de se maintenir à l'avant de la dépression, dans la partie la plus maniable (des vents au-dessus de 30 nœuds relativement réguliers et une houle de 3 puis 4 m. Yoann Richomme et Thomas Ruyant choisissent une route plus au nord, au prix d'une route plus longue mais à l'écart des zones les plus violentes (les fichiers annoncent plus de dix mètres de creux, des rafales à soixante nœuds).
Le 6 décembre 2024, Sébastien Simon  se fait rattraper puis dépasser par le centre de la dépression, malgré une mer moins bien rangée et un vent moins régulier avec des rafales qui l'emmènent dans des plantés violents, il parvient à maintenir des vitesses élevées (450 à 500 milles/24 h). Charlie Dalin  déclare le 5 décembre : « Chaque mètre de gagné vers l’Est vaut vraiment de l’or. Il ne faut pas de contre-temps ni de problème technique. C’est une navigation clairement sur le fil du rasoir ». C'est lui qui semble toucher les plus gros dividendes de ses choix : il a été les chercher en signant les meilleures progressions journalières (560 milles/24 h), qui lui permettent de rester à l'avant de la dépression, et d'augmenter une avance devenue très confortable. Yoann Richomme , avec qui il naviguait à vue cinq jours plus tôt, se trouve à près 800 milles décalé au 36° parallèle nord avec des chaleurs australes de 20° pendant que Charlie Dalin  navigue dans les cinquantièmes hurlants par des températures de 3°, flirtant avec la Zone d’Exclusion Antarctique, et profite d’un vent adonnant qui lui permet d'optimiser sa trajectoire au plus court vers l'objectif final pendant que ses concurrents vont continuer de faire le dos rond en esquivant les pièges de l'océan Indien.
Alors qu'au passage de l'Équateur, il avait 48 heures et près de 800 milles de retard sur le parcours de référence réalisé par Armel Le Cléac'h lors du l'édition 2016, Charlie Dalin  s'est refait la cerise dans l'Atlantique sud et l'océan Indien, en doublant le deuxième Grand Cap du Vendée Globe avec seulement 6 heures de retard sur le temps de référence, qui restera encore au moins quatre ans détenu par Armel Le Cléac'h. Il signe au passage le meilleur temps intermédiaire entre le Cap de Bonne-Espérance et Cap Leeuwin. Il détrône ainsi Michel Desjoyeaux qui aura conservé son temps record pendant 16 ans. Il avait bénéficié en 2008 de conditions météo exceptionnellement favorables, et d'un passage très sud nettement plus court, mais désormais inaccessible aux navigateurs à cause de la ZEA (zone d'exclusion Antarctique).
L'océan Indien a été plutôt clément pour la tête de course, permettant à Charlie Dalin  d'établir un nouveau temps de référence, et permettant au foilers de dernière génération de creuser l'écart par rapport aux bateaux lancés avant 2020, et a fortiori avec les bateaux à dérives. Cet océan Indien s'est montré plus fidèle à sa réputation pour le reste de la flotte. Olivier de Kersauson, dans son ouvrage Ocean's Songs (Le Cherche Midi, 2008), qualifiait l'« Indien » d'« auberge à punaise pour le marin… une contrée sans nuance où l'homme se recroqueville sur lui-même pendant de longues semaines… le pays de la souffrance, le pays des vents mauvais ». Les skippers font le dos rond en encaissant « une dépression par jour », le décrivent comme « défoncé », « mal pavé », « chaotique », « démonté », « invivable », tous ajustent les routages et le curseur performance/sécurité pour « préserver la monture » et espérer « terminer le tour du monde ». Jean Le Cam, qui traverse les parages en course sur IMOCA pour la septième fois, impressionne une fois de plus le reste de la flotte. Son expérience et ses choix de trajectoires lui permettent de mener largement la flotte des bateaux à dérives, et de surfer devant des foilers récents. Les jeunes skippers apprécient les leçons du doyen, qui a habilement choisi une option nord, une route plus longue mais finalement plus rapide. Ils envient sa capacité d'anticipation, qui lui offre une place au classement de premier ordre, tout en profitant de températures presque tropicales, de « conditions un peu moins diaboliques » par 35 degrés sud (par Alan Roura, qui suit la même route et parle de houle courte, croisée de 7m avec 38 nœuds de vent comme un « moment plus calme », mais où le bateau et l'homme souffrent). Même s'il esquive les conditions de mer encore plus extrêmes rencontrées par ses concurrents, celui qu'on appelle le roi Jean qualifie l'Indien de cette édition de « très difficile avec les dépressions qui s'enchaînent, sans répit ».
Plus au sud, les autres skippers doivent se limiter aux « gestes essentiels et vitaux » : « Même manger est compliqué, il suffit d’un choc et toute la nourriture se retrouve dans le bateau donc il faut ramasser avec les mains, manger avec les mains par terre. Ça te fait constamment valdinguer d’un bord à l’autre du bateau. Tu n’as plus d’hygiène, tu n’as plus rien. C’est une vie de sanglier. C’est dur physiquement et moralement de vivre dans un tambour de machine à laver en carbone. ». Ils parlent des chocs, des plantés du bateau qui font tout voler, y compris les marins. Ils apprennent à optimiser et à anticiper les choix complexes de voiles, de trajectoires en tenant compte de conditions où on ne peut plus manœuvrer ou régler aussi souvent qu'on le souhaite. Ils découvrent après tant d'autres que dans le grand sud, il peut arriver que les conditions de mer dictent le rythme, « quand tu ne peux même plus faire bouillir de l'eau ni dormir », il y a un moment où pour tenir sur le long terme, les besoins essentiels prennent le pas sur la course et où ralentir le bateau devient incontournable autant pour le marin que pour sa monture.

### Océan Pacifique
Le 13 décembre 2024, Charlie Dalin est le premier à pointer son étrave dans les eaux de l'océan Pacifique, doublant le méridien 146°49'37"E du South East Cape en Tasmanie. Il possède alors 200 milles d'avance sur Sébastien Simon et 250 milles sur Yoann Richomme après 32 jours de course.
Le 14 décembre, Yoann Richomme rattrape Sébastien Simon, naviguant à vue bord à bord après un demi-tour du monde, et s'empare de la deuxième place. Handicapé par son foil amputé, Sébastien Simon regarde son camarade s'envoler, naviguant huit nœuds plus vite, presque à plat grand-voile haute, pendant qu'il est sévèrement gité avec un ris. Il garde espoir, les routages lui annonçant un empannage proche, suivi d'un long bord sur son foil encore valide jusqu'au Cap Horn, en profitant au maximum du potentiel de son voilier, avec lequel il vient de battre le record sur 24 heures.
Le 16 décembre, après avoir passé l'anti Méridien, Yoann Richomme rattrape cette fois Charlie Dalin, et se dit heureux : depuis une semaine tout lui sourit, ses options météo lui ont permis de distancer plusieurs adversaires et de recoller à la tête de la course. Il déclare : « J’ai la chance d’avoir un bateau fantastique dans ces conditions au portant. Charlie le sait. Il attendra son heure dans l’Atlantique… Chacun son tour ! ». Les trois premiers, ainsi que leurs sept poursuivants dans un système météo différent, bénéficient de conditions favorables aux excès de vitesse. Sur leurs foilers de dernière génération, ils explosent tous la barre des 500 milles/24 h. Charlie Dalin, premier au classement général, ne réalise "que" la dixième performance avec 525 milles/24 h (soit presque le record qui prévalait avant cette course). C'est Nicolas Lunven qui décroche la timbale du jour avec 596,31 milles/24 h (24,85 nœuds de moyenne). À cette occasion, il signe également la meilleure vitesse moyenne entre deux positions prises à trente minutes d'intervalle depuis le début de la course avec 29,02 nœuds.
Le 17 décembre, après 37 jours de course, Yoann Richomme apprécie « un scénario de course qui le rend heureux », il ne devance ses deux rivaux que de 1,4 mille et 3,1 milles. À 625 milles, un peloton de sept poursuivants est également au coude-à-coude, ils tentent de rester devant le front froid qui leur a permis de signer des excès de vitesse et de reprendre 200 milles en deux jours sur le trio de tête en longeant comme eux la zone d'exclusion Antarctique. 3 000 milles en arrière, c'est un autre peloton groupé mené par Jean Le Cam, premier des bateaux sans foils, qui double le cap Leeuwin. La direction de la course a pris la décision de modifier la Zone Exclusion Antarctique, remontée au nord au niveau du point Némo sur près de 60 milles. Il s’agit de la cinquième modification de la « ZEA » après le départ du Vendée Globe.
Le 18 décembre, Sébastien Simon réussi l'exploit de reprendre la tête, malgré son navire handicapé. Il a limité la casse sur son mauvais bord, et cravaché tant qu'il est tribord amure, volant grâce à son foil bâbord encore valide lui permettant d'exploiter son bateau à 100 % de son potentiel. Les trois hommes de tête sont dans un chassé-croisé, se tenant dans un écart de moins d'un mille au pointage de mi-journée, après 14 000 milles et bientôt 6 semaines de cette régate planétaire. Sébastien Simon déclare : « c’est assez incroyable d’être à nouveau en tête du Vendée Globe et ça fait plaisir. J’étais venu là pour finir un Vendée Globe, aujourd’hui mes ambitions sont tout autres ! Avec la casse d’un foil ça va être beaucoup plus compliqué, mais je garde espoir, et j’ai envie d’y croire à fond et aujourd’hui ça confirme que j’ai ma place dans ce Vendée Globe ! ». Charlie Dalin déclare qu'après 36 heures de bricolages inconfortables dans son tambour de machine à laver en carbone lancé à 30 nœuds, il a réussi à réparer une voile importante, qui redonne à son bateau tout son potentiel. Il illustre son propos en reprenant la tête quelques heures plus tard, puis en signant une journée à 596,9 milles/24 h, le record de son bateau (le 19 décembre à 10h30). Le trio de tête navigue toujours de concert, à une allure très rapide, en longeant la limite de la ZEA (Zone d'Exclusion Antarctique). À la faveur de cette trajectoire optimale très proche de l'orthodromie, ils prennent ce jour l'avantage sur la marque virtuelle de référence du record du Vendée Globe d'Armel Le Cléac'h en 2016 pour la première fois depuis le départ.
Le 21 décembre, Yoann Richomme déclare profiter d’un « scénario météo incroyablement efficace » depuis son entrée dans les mers du Sud. Il reprend la tête devant Charlie Dalin, tous deux profitent de conditions propices à la vitesse, pour aligner des journées jusqu'à 570 milles/24 h, tandis que Sébastien Simon perd 100 à 150 milles par jour quand il s'appuie sur ce qui reste de son foil tribord, qu'il a dû découper une semaine plus tôt. En trois jours, les deux hommes de tête engrangent 400 milles d'avance sur le troisième, Sébastien Simon, mais aussi sur la meute de huit poursuivants menée par Thomas Ruyant, relégués le 22 au soir entre 1300 et 1 650 milles de la tête de course, avec des conditions météo moins favorables.
Le 24 décembre, Yoann Richomme double le Cap Horn en tête, suivi seulement neuf minutes plus tard par Charlie Dalin. Yoann Richomme bat à cette occasion plusieurs records : 43 j 11 h 25 min depuis Les Sables d'Olonne (3,5 jours de mieux que la précédente marque de référence d'Armel Le Cléac'h en 2016 et 11,5 jours de mieux que Yannick Bestaven en 2020), un temps intermédiaire Cap Leeuwin-Cap Horn de 13 j 9 h 13 min (presque cinq jours de mieux que la précédente marque d'Armel Le Cléac'h en 2016). À cette occasion, Jean Le Cam et Christophe Auguin soulignent la performance exceptionnelle des foilers de tête, gâtés par une météo qui leur a permis depuis l'Équateur de signer des chronos records en « s'échappant par l'avant » à chaque fois, contrairement à ce qui s'était passé lors de l'édition précédente, ainsi que lors de la victoire de Michel Desjoyeaux en 2009, qui avaient vu à plusieurs reprises les concurrents « revenir de l'arrière » et s'imposer. Alors qu'ils avaient deux jours de retard sur le temps de référence au passage de l'Équateur, les deux hommes de tête ont affiché une moyenne de près de 19 nœuds pendant plus d'un mois. Neuf minutes, c'est le plus petit écart entre deux leaders au Cap Horn depuis la création de cette course.
Le 1er janvier, l’entreprise  Collecte Localisation Satellites (CLS) confirme deux détections d’icebergs qui ont dérivé vers le nord au-delà des limites de la ZEA et qui peuvent concerner de nombreux concurrents en course. La ZEA définie au départ évolue pendant la course dans une limite de 30° de longitude par rapport au premier concurrent. À partir du moment où les premiers concurrents sont passés, on ne peut plus modifier le parcours, car ce dernier doit être le même pour tous les skippers. Les derniers concurrents entrent alors dans le Pacifique avec près d'un mois et demi de retard sur la tête de course. Ils voient donc cette nouvelle menace peser sur eux. Eric Bellion, Conrad Colman et Sébastien Marsset en témoignent en filmant des icebergs dérivants, alors qu'ils se trouvent au milieu de l'océan Pacifique, proches du point Nemo, à plus de 2 000 milles du Cap Horn. C'est seulement le 10 janvier que la direction de course annonce la sortie pour les derniers concurrents de la "zone de vigilance des glaces", leur permettant de continuer plus sereinement vers le Cap Horn.

### Remontée de l'Atlantique sud
Yoann Richomme conserve et consolide son avance après le Cap Horn, tant que les vents sont portants. À ces allures, Charlie Dalin lâche du terrain, mais s'accroche et marque son camarade à la culotte.
Les dix premiers du classement, tous des foilers de dernière génération, doublent le Cap Horn dans les temps du record précédent établi par Armel Le Cléac'h en 2016. Dans le grand sud, entre le cap de Bonne-Espérance et le cap Horn, ils ont rencontré des conditions météo leur permettant d'exprimer le potentiel des foils, et ont repris entre quatre et cinq jours sur ce temps de référence. Le onzième, Yannick Bestaven, annonce son abandon et rejoint Ushuaïa, à la suite de plusieurs pépins, dont une avarie de safrans qui l'amène finalement à jeter l'éponge. La déception est d’autant plus vive qu’il avait déjà connu l’amertume de l’abandon en 2008, et qu’il devient ainsi le deuxième vainqueur du Vendée Globe après Vincent Riou en 2012 à devoir renoncer après l'avoir gagné.
Le 30 décembre, Sébastien Simon, qui avait compté jusqu'à 750 milles de retard sur la tête, ne navigue pas dans le même système météo. Il profite d'un bord au portant sur son foil encore valide pour se requinquer et revenir quasiment à la latitude des leaders, avec un gros décalage dans l'ouest, alors que ces derniers butent sur des molles liées au front froid de Cabo Frio, au large de Rio de Janeiro. À cette occasion, les allures de petit temps plus favorables au bateau de Charlie Dalin, ainsi que la chance ou l'opportunisme pour exploiter des vents erratiques, lui permettent de reprendre la tête qu'il avait abandonnée à Yoann Richomme une semaine auparavant. Il déclare : « Le front froid semi-permanent du cap Frio peut être un sacré casse-tête. Il est peu documenté et, à mon sens, sous-coté ! C’est très mal modélisé et il y a un cocktail explosif de températures contrastées. J’ai eu des décalages jusqu’à 200° avec ce qui était prévu. J’ai rencontré les vagues les plus violentes depuis le début de mon Vendée Globe. J’ai fait quelques sauts assez dingues. Tout a volé dans le bateau ! ».
Le 1er janvier, Charlie Dalin s'est ménagé une avance de 60 milles et surtout un décalage dans l'Ouest de plus de 100 milles, ce qui lui offre un meilleur angle de vent pour profiter des alizés de l'Atlantique sud qui se profilent à l'horizon. Il a porté son avance par rapport au record d'Armel Le Cléac'h en 2016 à plus de 5,5 jours (contre 3,5 jour au passage du cap Horn).
Le 4 janvier, grâce a son décalage plus au nord et plus à l'ouest, Charlie Dalin touche les alizés de l'Atlantique Sud et s'envole de nouveau avant son poursuivant, avec un meilleur angle de vent, et son avance qui avait fondu à moins de 20 milles dans les molles, dépasse rapidement les 100 milles alors qu'il allonge la foulée vers l'arrivée. Le troisième, Sébastien Simon, est relégué à 500 milles, avec un décalage dans l'est qui l'amène à tirer des bords au près dans le vent enfin revenu. Jean Le Cam passe le cap Horn après 54 jours de course. C'est trois jours de mieux que lors du précédent Vendée Globe. Il est largement en tête de la flotte des bateaux à dérives droites, et pourtant il affiche un retard de plus de 11 jours sur les premiers, qui s'apprêtent alors déjà à repasser dans l'hémisphère nord. Il acte avec Michel Desjoyeaux la maturité, la fiabilité et les performances incontestables des foilers IMOCA de troisième génération. Avec lucidité et néanmoins un peu d'amertume, il constate le manque de compétitivité du bateau pourtant performant qu'il a conçu pour cette course. Ses choix de légèreté, de simplicité, qui permettent un budget beaucoup plus maîtrisé que pour les bateaux de dernière génération, lui avaient permis de jouer les premiers rôles dans les conditions particulières du Vendée Globe 2020-2021, ils le relèguent désormais très loin de la tête de la course. Il redoute comme il l'avait déjà exprimé quatre ans auparavant, que la conséquence soit de réserver ce sport à un comité de plus en plus restreint et élitiste pour des raisons financières.

### Remontée de l'Atlantique nord
Le 5 janvier, Charlie Dalin franchit l'Équateur en première position. Il bat le précédent temps de référence d'Armel Le Cléac'h en 2016 de 5,5 jours. Il bat le record WSSRC Équateur-Équateur de 7,5 jours, ce qui constitue une amélioration de près de 15 % sur ce trajet de référence.
Après un pot au noir réduit et peu actif, les deux bateaux de tête touchent les alizés modérés entre 10 et 15 nœuds, au reaching, des conditions favorables à Charlie Dalin qui engrange petit à petit 200 milles d'avance sur Yoann Richomme au soir du 8 janvier, à 2 000 milles et moins d'une semaine du but. Les deux hommes de tête sont sur un toboggan qui leur permet de surfer au portant à l'avant du front froid d'une dépression qui traverse l'Atlantique Nord, avec un minimum de manœuvres jusqu'à 24 heures de l'arrivée.
Le 9 janvier, Yoann Richomme annonce qu'il est victime d’une avarie importante: son hook de J0 (voile d’avant) a cédé, entraînant la chute et la destruction de cette voile. Il a mis deux heures pour remonter la voile à bord, et sera privé de cette solution, un handicap pour les dernières 24 heures de course au près dans le petit temps selon les routages de ce jour. Il repart de plus belle, profitant d'un vent qui forcit et d'allures débridées pour lesquelles ses choix architecturaux lui donnent l'avantage sur le bateau de Charlie Dalin. En vingt-quatre heures, avec des pointes de vitesse au-delà de 30 nœuds, il pousse son bateau et reprend 40 milles sur le leader, ce qui lui fait dire qu'il y a « peut-être un peu de jeu encore ».
Charlie Dalin arrive le 14 janvier 2025 à 8 h 24, pulvérisant le record précèdent de 9 jours.

### Liste des leaders de course successifs 2024-2025
|    | Concurrent       | Leader depuis le (date et heure) | Pendant (heures) |
| -- | ---------------- | -------------------------------- | ---------------- |
| 1  | Paul Meilhat     | 10 novembre 15 heures            | 8 heures         |
| 2  | Justine Mettraux | 10 novembre 23 heures            | 4 heures         |
| 3  | Sébastien Simon  | 11 novembre 3 heures             | 4 heures         |
| 4  | Charlie Dalin    | 11 novembre 7 heures             | 28 heures        |
| 5  | Sam Goodchild    | 12 novembre 11 heures            | 16 heures        |
| 6  | Yoann Richomme   | 13 novembre 3 heures             | 16 heures        |
| 7  | Charlie Dalin    | 13 novembre 19 heures            | 4 heures         |
| 8  | Yoann Richomme   | 13 novembre 23 heures            | 16 heures        |
| 9  | Nicolas Lunven   | 14 novembre 15 heures            | 8 heures         |
| 10 | Sam Goodchild    | 14 novembre 23 heures            | 20 heures        |
| 11 | Giancarlo Pedote | 15 novembre 19 heures            | 8 heures         |
| 12 | Jean Le Cam      | 16 novembre 3 heures             | 36 heures        |
| 13 | Sébastien Simon  | 17 novembre 15 heures            | 4 heures         |
| 14 | Sam Goodchild    | 17 novembre 19 heures            | 24 heures        |
| 15 | Jean Le Cam      | 18 novembre 19 heures            | 20 heures        |
| 16 | Sam Goodchild    | 19 novembre 15 heures            | 32 heures        |
| 17 | Sébastien Simon  | 20 novembre 23 heures            | 4 heures         |
| 18 | Sam Goodchild    | 21 novembre 3 heures             | 4 heures         |
| 19 | Thomas Ruyant    | 21 novembre 7 heures             | 24 heures        |
| 20 | Charlie Dalin    | 22 novembre 7 heures             | 184 heures       |
| 21 | Sébastien Simon  | 29 novembre 23 heures            | 4 heures         |
| 22 | Yoann Richomme   | 30 novembre 3 heures             | 16 heures        |
| 23 | Charlie Dalin    | 30 novembre 19 heures            | 8 heures         |
| 24 | Yoann Richomme   | 1er décembre 3 heures            | 24 heures        |
| 25 | Charlie Dalin    | 2 décembre 3 heures              | 364 heures       |
| 26 | Yoann Richomme   | 17 décembre 7 heures             | 12 heures        |
| 27 | Sébastien Simon  | 17 décembre 19 heures            | 16 heures        |
| 28 | Charlie Dalin    | 18 décembre 11 heures            | 72 heures        |
| 29 | Yoann Richomme   | 21 décembre 11 heures            | 48 heures        |
| 30 | Charlie Dalin    | 23 décembre 11 heures            | 4 heures         |
| 31 | Yoann Richomme   | 23 décembre 15 heures            | 172 heures       |
| 32 | Charlie Dalin    | 30 décembre 19 heures            | 351 heures       |

Charlie Dalin a été leader sans discontinuer entre le 30 décembre 2024 et l'arrivée le 14 janvier 2025. Il est le concurrent ayant passé le plus de temps en tête de la course (42 jours).

## Temps de passage
- Record Vendée Globe
- 1er temps
- 2e temps
- 3e temps

| Skipper                               | Équateur aller             | Bonne Espérance               | Cap Leeuwin                      | Cap Horn                        | Équateur retour                  | Les Sables                      |
| ------------------------------------- | -------------------------- | ----------------------------- | -------------------------------- | ------------------------------- | -------------------------------- | ------------------------------- |
| Records (1989-2021)                   | 9 j 7 h 3 min Thomson 2017 | 17 j 22 h 58 min Thomson 2017 | 28 j 20 h 12 min Le Cléac'h 2017 | 47 j 0 h 32 min Le Cléac'h 2017 | 61 j 12 h 21 min Le Cléac'h 2017 | 74 j 3 h 36 min Le Cléac'h 2017 |
| Meilleur temps de passage (2024-2025) | 11 j 7 h 8 min (Ruyant)    | 19 j 3 h 43 min (Dalin)       | 29 j 2 h 10 min (Dalin)          | 43 j 11 h 25 min (Richomme)     | 56 j 2 h 36 min (Dalin)          | 64 j 19 h 22 min (Dalin)        |
| Records battus (2024-2025)            | Non                        | Non                           | Non                              | (Richomme) (Dalin) (Simon)      | (Dalin) (Richomme) (Simon)       | (Dalin) (Richomme) (Simon)      |
| Charlie Dalin                         | 11 j 9 h 3 min             | 19 j 3 h 43 min               | 29 j 2 h 10 min                  | 43 j 11 h 34 min                | 56 j 2 h 36 min                  | 64 j 19 h 22 min                |
| Yoann Richomme                        | 11 j 11 h 12 min           | 19 j 7 h 1 min                | 30 j 2 h 11 min                  | 43 j 11 h 25 min                | 56 j 10 h 27 min                 | 65 j 18 h 10 min                |
| Sébastien Simon                       | 11 j 11 h 25 min           | 19 j 6 h 40 min               | 29 j 13 h 22 min                 | 44 j 21 h 19 min                | 57 j 18 h 6 min                  | 67 j 12 h 25 min                |
| Jérémie Beyou                         | 11 j 11 h 17 min           | 19 j 12 h 17 min              | 30 j 22 h 11 min                 | 47 j 16 h 14 min                | 63 j 11 h 20 min                 | 74 j 12 h 56 min                |
| Paul Meilhat                          | 11 j 11 h 41 min           | 20 j 5 h 18 min               | 31 j 10 h 11 min                 | 47 j 22 h 50 min                | 63 j 13 h 59 min                 | 74 j 22 h 38 min                |
| Nicolas Lunven                        | 11 j 10 h 58 min           | 19 j 13 h 14 min              | 30 j 23 h 3 min                  | 47 j 16 h 29 min                | 64 j 2 h 15 min                  | 75 j 7 h 49 min                 |
| Thomas Ruyant                         | 11 j 7 h 8 min             | 19 j 5 h 53 min               | 30 j 10 h 14 min                 | 47 j 5 h 36 min                 | 64 j 7 h 52 min                  | 75 j 16 h 47 min                |
| Justine Mettraux                      | 11 j 12 h 7 min            | 22 j 2 h 14 min               | 32 j 7 h 48 min                  | 48 j 4 h 20 min                 | 64 j 14 h 48 min                 | 76 j 1 h 36 min                 |
| Sam Goodchild                         | 11 j 9 h 45 min            | 19 j 17 h 20 min              | 31 j 6 h 42 min                  | 48 j 2 h 42 min                 | 63 j 11 h 17 min                 | 76 j 2 h 1 min                  |
| Benjamin Dutreux                      | 11 j 20 h 8 min            | 22 j 17 h 54 min              | 33 j 14 h 48 min                 | 52 j 3 h 26 min                 | 65 j 19 h 11 min                 | 77 j 3 h 39 min                 |
| Clarisse Crémer                       | 11 j 15 h 19 min           | 22 j 5 h 14 min               | 32 j 15 h 0 min                  | 52 j 2 h 17 min                 | 65 j 19 h 19 min                 | 77 j 15 h 34 min                |
| Boris Herrmann                        | 11 j 17 h 42 min           | 22 j 2 h 31 min               | 32 j 4 h 20 min                  | 47 j 22 h 49 min                | 64 j 11 h 30 min                 | 80 j 10 h 16 min                |
| Samantha Davies                       | 11 j 15 h 59 min           | 21 j 21 h 24 min              | 32 j 15 h 27 min                 | 52 j 9 h 7 min                  | 65 j 23 h 29 min                 | 80 j 22 h 13 min                |
| Romain Attanasio                      | 11 j 19 h 46 min           | 22 j 18 h 56 min              | 33 j 22 h 32 min                 | 53 j 18 h 15 min                | 69 j 20 h 44 min                 | 83 j 22 h 48 min                |
| Damien Seguin                         | 12 j 0 h 27 min            | 23 j 16 h 7 min               | 35 j 8 h 5 min                   | 53 j 20 h 55 min                | 71 j 17 h 35 min                 | 84 j 20 h 31 min                |
| Benjamin Ferré                        | 13 j 0 h 5 min             | 24 j 19 h 59 min              | 37 j 0 h 32 min                  | 57 j 19 h 45 min                | 71 j 20 h 24 min                 | 84 j 23 h 19 min                |
| Tanguy Le Turquais                    | 12 j 23 h 16 min           | 24 j 19 h 15 min              | 36 j 23 h 44 min                 | 58 j 3 h 1 min                  | 71 j 23 h 20 min                 | 84 j 23 h 35 min                |
| Alan Roura                            | 13 j 5 h 41 min            | 24 j 16 h 5 min               | 36 j 20 h 10 min                 | 55 j 18 h 41 min                | 72 j 12 h 58 min                 | 84 j 23 h 55 min                |
| Isabelle Joschke                      | 12 j 11 h 50 min           | 24 j 10 h 46 min              | 36 j 18 h 13 min                 | 56 j 10 h 27 min                | 71 j 16 h 2 min                  | 85 j 11 h 26 min                |
| Jean Le Cam                           | 12 j 20 h 52 min           | 24 j 12 h 2 min               | 36 j 17 h 45 min                 | 54 j 17 h 59 min                | 72 j 21 h 11 min                 | 85 j 15 h 51 min                |
| Conrad Colman                         | 13 j 5 h 41 min            | 25 j 19 h 5 min               | 38 j 7 h 36 min                  | 58 j 8 h 35 min                 | 72 j 21 h 35 min                 | 85 j 16 h 4 min                 |
| Giancarlo Pedote                      | 13 j 2 h 19 min            | 24 j 22 h 22 min              | 36 j 19 h 53 min                 | 56 j 22 h 8 min                 | 72 j 1 h 55 min                  | 85 j 20 h 32 min                |
| Guirec Soudée                         | 13 j 3 h 34 min            | 25 j 9 h 5 min                | 39 j 16 h 11 min                 | 58 j 9 h 23 min                 | 75 j 12 h 1 min                  | 89 j 20 h 16 min                |
| Kōjirō Shiraishi                      | 13 j 1 h 49 min            | 25 j 17 h 34 min              | 39 j 20 h 39 min                 | 58 j 9 h 43 min                 | 77 j 8 h 56 min                  | 90 j 21 h 34 min                |
| Violette Dorange                      | 12 j 20 h 15 min           | 25 j 1 h 2 min                | 37 j 23 h 53 min                 | 60 j 1 h 14 min                 | 77 j 13 h 6 min                  | 90 j 22 h 37 min                |
| Louis Duc                             | 12 j 21 h 20 min           | 25 j 9 h 21 min               | 37 j 20 h 19 min                 | 58 j 11 h 2 min                 | 77 j 11 h 16 min                 | 91 j 0 h 9 min                  |
| Sébastien Marsset                     | 13 j 2 h 11 min            | 25 j 3 h 13 min               | 37 j 18 h 47 min                 | 58 j 11 h 48 min                | 77 j 12 h 14 min                 | 91 j 0 h 36 min                 |
| Antoine Cornic                        | 13 j 10 h 38 min           | 26 j 7 h 55 min               | 41 j 13 h 49 min                 | 66 j 2 h 53 min                 | 81 j 13 h 51 min                 | 96 j 1 h 1 min                  |
| Oliver Heer                           | 13 j 14 h 18 min           | 26 j 4 h 57 min               | 40 j 9 h 41 min                  | 65 j 3 h 34 min                 | 84 j 0 h 4 min                   | 99 j 5 h 28 min                 |
| Jingkun Xu                            | 14 j 8 h 42 min            | 29 j 2 h 38 min               | 43 j 9 h 24 min                  | 66 j 11 h 37 min                | 84 j 11 h 3 min                  | 99 j 19 h 7 min                 |
| Manuel Cousin                         | 13 j 5 h 32 min            | 27 j 19 h 17 min              | 44 j 3 h 34 min                  | 72 j 12 h 31 min                | 92 j 1 h 12 min                  | 111 j 0 h 38 min                |
| Fabrice Amedeo                        | 13 j 11 h 14 min           | 28 j 6 h 14 min               | 44 j 5 h 11 min                  | 73 j 8 h 24 min                 | 92 j 11 h 0 min                  | 114 j 1 h 58 min                |
| Denis Van Weynbergh                   | 13 j 17 h 10 min           | 28 j 10 h 17 min              | 45 j 15 h 58 min                 | 73 j 18 h 37 min                | 92 j 17 h 5 min                  | Hors délais                     |
| Arnaud Boissières                     | 13 j 0 h 5 min             | 25 j 0 h 3 min                | 38 j 12 h 44 min                 | 60 j 2 h 46 min                 | 77 j 14 h 23 min                 | Abandon                         |
| Éric Bellion                          | 12 j 19 h 5 min            | 25 j 15 h 2 min               | 38 j 10 h 4 min                  | 60 j 2 h 54 min                 | Abandon                          | Abandon                         |
| Yannick Bestaven                      | 11 j 11 h 35 min           | 20 j 0 h 21 min               | 31 j 11 h 20 min                 | 49 j 7 h 19 min                 | Abandon                          | Abandon                         |
| Pip Hare                              | 11 j 15 h 47 min           | 23 j 12 h 53 min              | 33 j 23 h 18 min                 | Abandon                         | Abandon                          | Abandon                         |
| Louis Burton                          | 12 j 8 h 57 min            | 23 j 4 h 7 min                | Abandon                          | Abandon                         | Abandon                          | Abandon                         |
| Szabolcs Weöres                       | 18 j 8 h 47 min            | Abandon                       | Abandon                          | Abandon                         | Abandon                          | Abandon                         |
| Maxime Sorel                          | Abandon                    | Abandon                       | Abandon                          | Abandon                         | Abandon                          | Abandon                         |

### Temps de passage de référence
Les données proviennent du site officiel du Vendée Globe
- Record Vendée Globe
- 2e temps
- 3e temps

| Skipper         | Équateur         | Bonne Espérance  | Cap Leeuwin      | Cap Horn         | Équateur retour  | Les Sables       |
| --------------- | ---------------- | ---------------- | ---------------- | ---------------- | ---------------- | ---------------- |
| Records         | 9 j 7 h 3 min    | 17 j 22 h 58 min | 28 j 20 h 12 min | 43 j 11 h 26 min | 56 j 2 h 36 min  | 64 j 19 h 22 min |
| Dalin 2025      | 11 j 7 h 8 min   | 19 j 3 h 43 min  | 29 j 2 h 10 min  | 43 j 11 h 34 min | 56 j 2 h 36 min  | 64 j 19 h 22 min |
| Bestaven 2021   | 10 j 19 h 1 min  | 23 j 19 h 24 min | 35 j 1 h 25 min  | 55 j 0 h 22 min  | 69 j 13 h 16 min | 80 j 3 h 44 min  |
| Le Cléac'h 2017 | 09 j 9 h 56 min  | 18 j 3 h 30 min  | 28 j 20 h 12 min | 47 j 0 h 32 min  | 61 j 12 h 21 min | 74 j 3 h 36 min  |
| Gabart 2013     | 11 j 0 h 20 min  | 23 j 3 h 43 min  | 34 j 10 h 23 min | 52 j 6 h 18 min  | 66 j 1 h 39 min  | 78 j 2 h 16 min  |
| Desjoyeaux 2009 | 13 j 15 h 41 min | 27 j 0 h 34 min  | 37 j 7 h 23 min  | 56 j 15 h 8 min  | 71 j 17 h 12 min | 84 j 3 h 9 min   |
| Riou 2005       | 10 j 12 h 13 min | 24 j 2 h 18 min  | 36 j 11 h 48 min | 56 j 17 h 13 min | 72 j 13 h 58 min | 87 j 10 h 47 min |

### Temps intermédiaires
Meilleures journées en course en 2024
Le 12 novembre 2024, Nicolas Lunven est parvenu à parcourir 546,6 milles, en vingt-quatre heures (1012 km à 22,66 nœuds de moyenne), à la barre du voilier Holcim-PRB. Il avait déjà battu le record en équipage avec 640,48 miles pendant The Ocean Race le 25 mai 2023. Le précédent record était détenu depuis 2018 par Alex Thomson avec 539,7 milles parcourus en vingt-quatre heures.
Le 20 novembre 2024, c'est au tour de Yoann Richomme sur Paprec Arkéa d'établir un nouveau record de distance en vingt-quatre heures pour un IMOCA en solitaire, avec 551,84 miles parcourus.
Le 25 novembre 2024, ce sont pas moins de six concurrents qui battent le record de distance en vingt-quatre heures pour un IMOCA, mais il n’y a pas de performance collective homologuée dans un record de vitesse. A la fin, il ne doit en rester qu’un et c'est Yoann Richomme qui confirme le potentiel de son Paprec Arkéa avec 579,86 milles parcourus en vingt-quatre heures à la vitesse moyenne de 24,16 nœuds.
Le 27 novembre 2024, c'est au tour de Sébastien Simon de battre le record de distance en vingt-quatre heures pour un IMOCA et de dépasser pour la première fois la barre des 600 milles parcourus en vingt-quatre heures en monocoque et en solitaire : 615,33 milles à une vitesse moyenne de 25,64 nœuds, sous réserve d'homologation du WSSRC. Grâce à la dépression qu'ils chevauchent depuis le nord de Rio, les bateaux de tête ont maintenu pendant près de six jours un rythme qui correspond au record sur 24 heures qui prévalait avant le début de ce Vendée Globe.
- Record Vendée Globe
- 2e temps
- 3e temps

| Skipper                | Record /24 h milles | Vmax /24 h nœuds | Les Sables Équateur | Équateur B-Espérance | B-Espérance Cap Leeuwin | Cap Leeuwin Cap Horn |
| ---------------------- | ------------------- | ---------------- | ------------------- | -------------------- | ----------------------- | -------------------- |
| Records                | 615,33              | 25,64            | 09 j 7 h 3 min      |                      |                         | 13 j 9 h 13 min      |
| Charlie Dalin 2025     | 575,4               | 23,98            | 11 j 9 h 3 min      | 07 j 18 h 39 min     | 09 j 22 h 27 min        | 14 j 9 h 24 min      |
| Yannick Bestaven 2021  | 481,8               | 20,1             | 10 j 19 h 1 min     | 13 j 0 h 23 min      | 11 j 5 h 59 min         | 19 j 22 h 57 min     |
| Armel Le Cléac'h 2017  | 524,1               | 21,8             | 09 j 9 h 56 min     | 08 j 17 h 34 min     | 10 j 7 h 37 min         | 18 j 4 h 20 min      |
| François Gabart 2013   | 534                 | 22,25            | 11 j 0 h 20 min     | 12 j 3 h 23 min      | 11 j 6 h 40 min         | 17 j 18 h 35 min     |
| Michel Desjoyeaux 2009 | 466                 | 19,4             | 13 j 15 h 41 min    | 13 j 8 h 53 min      | 10 j 6 h 49 min         | 19 j 7 h 45 min      |
| Vincent Riou 2005      | 432                 | 18               | 10 j 12 h 13 min    | 13 j 14 h 5 min      | 12 j 7 h 30 min         | 20 j 5 h 25 min      |

| Skipper                | Cap Horn Équateur retour | Équateur équateur WSSRC | Équateur retour Les Sables | Cap Horn Les Sables | Distance sur le fond | Vitesse moyenne réelle (nœuds) |
| ---------------------- | ------------------------ | ----------------------- | -------------------------- | ------------------- | -------------------- | ------------------------------ |
| Records                | 11 j 18 h 22 min         |                         |                            |                     |                      | 17,95                          |
| Charlie Dalin 2025     | 12 j 15 h 2 min          | 44 j 17 h 33 min        | 8 j 16 h 46 min            | 21 j 7 h 48 min     | 27 668               | 17,79                          |
| Yannick Bestaven 2021  | 14 j 12 h 52 min         | 58 j 18 h 15 min        | 11 j 0 h 43 min            | 25 j 13 h 37 min    | 28 584               | 14,78                          |
| Armel Le Cléac'h 2017  | 14 j 11 h 49 min         | 52 j 2 h 25 min         | 12 j 15 h 15 min           | 27 j 3 h 4 min      | 27 455               | 15,43                          |
| François Gabart 2013   | 13 j 19 h 28 min         | 55 j 1 h 19 min         | 12 j 0 h 37 min            | 25 j 20 h 37 min    | 28 647               | 15,3                           |
| Michel Desjoyeaux 2009 | 15 j 2 h 4 min           | 58 j 1 h 31 min         | 12 j 9 h 57 min            | 27 j 12 h 1 min     | 28 303               | 14,2                           |
| Vincent Riou 2005      | 15 j 20 h 11 min         | 62 j 1 h 45 min         | 14 j 20 h 49 min           | 30 j 12 h 1 min     | 26 714               | 12,73                          |

Rappel : distance théorique = 24 365 milles.

### Récapitulatif des records intermédiaires
| Parcours                  | Date | Temps            | Skipper        | Bateau                             |
| ------------------------- | ---- | ---------------- | -------------- | ---------------------------------- |
| Les Sables-Équateur       | 2016 | 09 j 7 h 3 min   | Alex Thomson   | Hugo Boss                          |
| Équateur-Bonne-Espérance  | 2024 | 07 j 18 h 39 min | Charlie Dalin  | Macif santé prévoyance             |
| Bonne-Espérance - Leeuwin | 2024 | 09 j 22 h 27 min | Charlie Dalin  | Macif santé prévoyance             |
| Leeuwin-Cap Horn          | 2024 | 13 j 9 h 13 min  | Yoann Richomme | Paprec Arkéa                       |
| Cap Horn-Équateur         | 2021 | 11 j 18 h 22 min | Boris Herrmann | Seaexplorer - Yacht Club De Monaco |
| Équateur-Les Sables       | 2025 | 8 j 16 h 48 min  | Charlie Dalin  | Macif santé prévoyance             |

En cumulant les temps records des différents parcours intermédiaires, on arrive à un total de 60,5 jours, soit 4 jours de mieux que le record établi en 2025 par Charlie Dalin sur Macif santé prévoyance. Les routages faisant tourner les polaires des foilers Imoca de dernière génération de ce Vendée Globe descendent sous les soixante jours dans 5 % des simulations.

## Classement 2024-2025
Le temps limite pour finir est fixé au 07 mars 2025 à 08:00
| #  | Concurrent                        | Nom du bateau                        | Date arrivée            | Temps                 | Distance en milles | Nœuds | Foils O/N | Écart            |
| -- | --------------------------------- | ------------------------------------ | ----------------------- | --------------------- | ------------------ | ----- | --------- | ---------------- |
| 1  | Charlie Dalin                     | Macif santé prévoyance               | 14 janvier 2025 8 h 24  | 64 j 19 h 22 min 49 s | 27 668             | 17,79 | O         |                  |
| 2  | Yoann Richomme                    | Paprec Arkéa                         | 15 janvier 2025 7 h 12  | 65 j 18 h 10 min 2 s  | 28 326             | 17,95 | O         | 22 h 47 min      |
| 3  | Sébastien Simon                   | Groupe Dubreuil                      | 17 janvier 2025 1 h 27  | 67 j 12 h 25 min 37 s | 27 807             | 17,16 | O         | 2 j 17 h 3 min   |
| 4  | Jérémie Beyou                     | Charal (en)                          | 24 janvier 2025 1 h 58  | 74 j 12 h 56 min 54 s | 29 049             | 16,24 | O         | 9 j 17 h 34 min  |
| 5  | Paul Meilhat                      | Biotherm                             | 24 janvier 2025 11 h 40 | 74 j 22 h 38 min 15 s | 28 051             | 15,61 | O         | 10 j 3 h 15 min  |
| 6  | Nicolas Lunven                    | Holcim-PRB                           | 24 janvier 2025 20 h 51 | 75 j 7 h 49 min 41 s  | 29 389             | 16,26 | O         | 10 j 12 h 26 min |
| 7  | Thomas Ruyant                     | Vulnerable                           | 25 janvier 2025 5 h 49  | 75 j 16 h 47 min 47 s | 29 360             | 16,16 | O         | 10 j 21 h 24 min |
| 8  | Justine Mettraux                  | Teamwork-Team Snef                   | 25 janvier 2025 14 h 38 | 76 j 1 h 36 min 52 s  | 28 102             | 15,39 | O         | 11 j 6 h 14 min  |
| 9  | Sam Goodchild                     | Vulnerable                           | 25 janvier 2025 15 h 3  | 76 j 2 h 1 min 45 s   | 28 557             | 15,64 | O         | 11 j 6 h 38 min  |
| 10 | Benjamin Dutreux                  | Guyot Environnement Water Family     | 26 janvier 2025 16 h 41 | 77 j 3 h 39 min 24 s  | 28 514             | 15,40 | O         | 12 j 8 h 16 min  |
| 11 | Clarisse Crémer                   | L'Occitane en Provence               | 27 janvier 2025 4 h 35  | 77 j 15 h 34 min 28 s | 27 901             | 14,97 | O         | 12 j 20 h 11 min |
| 12 | Boris Herrmann                    | Malizia-Seaexplorer                  | 29 janvier 2025 23 h 18 | 80 j 10 h 16 min 41 s | 29 201             | 15,13 | O         | 15 j 14 h 53 min |
| 13 | Samantha Davies                   | Initiatives-Cœur                     | 30 janvier 2025 11 h 15 | 80 j 22 h 13 min 39 s | 28 584             | 14,72 | O         | 16 j 2 h 50 min  |
| 14 | Romain Attanasio                  | Fortinet-Best Western                | 2 février 2025 11 h 50  | 83 j 22 h 48 min 18 s | 28 899             | 14,34 | O         | 19 j 3 h 25 min  |
| 15 | Damien Seguin                     | Groupe Apicil                        | 3 février 2025 9 h 33   | 84 j 20 h 31 min 48 s | 29 263             | 14,37 | O         | 20 j 1 h 8 min   |
| 16 | Benjamin Ferré (premier dériveur) | Monnoyeur Duo For a Job              | 3 février 2025 12 h 21  | 84 j 23 h 19 min 39 s | 28 167             | 13,81 | N         | 20 j 03 h 56 min |
| 17 | Tanguy Le Turquais                | Lazare                               | 3 février 2025 12 h 37  | 84 j 23 h 35 min 29 s | 27 863             | 13,66 | N         | 20 j 04 h 12 min |
| 18 | Alan Roura                        | Hublot                               | 3 février 2025 12 h 57  | 84 j 23 h 55 min 48 s | 28 554             | 14,00 | O         | 20 j 04 h 32 min |
| 19 | Isabelle Joschke                  | MACSF                                | 4 février 2025 0 h 26   | 85 j 11 h 26 min 36 s | 29 659             | 14,46 | O         | 20 j 16 h 03 min |
| 20 | Jean Le Cam                       | Tout commence en Finistère Armor lux | 4 février 2025 4 h 53   | 85 j 15 h 51 min 2 s  | 27 977             | 13,61 | N         | 20 j 20 h 28 min |
| 21 | Conrad Colman                     | MS Amlin                             | 4 février 2025 5 h 6    | 85 j 16 h 4 min 33 s  | 27 913             | 13,58 | N         | 20 j 20 h 41 min |
| 22 | Giancarlo Pedote                  | Prysmian Group                       | 4 février 2025 9 h 34   | 85 j 20 h 32 min 1 s  | 29 193             | 14,17 | O         | 21 j 01 h 09 min |
| 23 | Guirec Soudée                     | Freelance.com                        | 8 février 2025 9 h 18   | 89 j 20 h 16 min 20 s | 27 970             | 12,97 | N         | 25 j 00 h 53 min |
| 24 | Kōjirō Shiraishi                  | DMG Mori Global One                  | 9 février 2025 10 h 36  | 90 j 21 h 34 min 41 s | 28 696             | 13,15 | O         | 26 j 02 h 11 min |
| 25 | Violette Dorange                  | Devenir                              | 9 février 2025 11 h 39  | 90 j 22 h 37 min 9 s  | 28 057             | 12,85 | N         | 26 j 03 h 14 min |
| 26 | Louis Duc                         | Fives Group Lantana Environnement    | 9 février 2025 13 h 10  | 91 j 0 h 8 min 48 s   | 28 142             | 12,88 | N         | 26 j 04 h 45 min |
| 27 | Sébastien Marsset                 | Foussier                             | 9 février 2025 13 h 37  | 91 j 0 h 35 min 35 s  | 27 895             | 12,77 | N         | 26 j 05 h 12 min |
| 28 | Antoine Cornic                    | Human Immobilier                     | 14 février 2025 14 h 2  | 96 j 1 h 0 min 59 s   | 27 203             | 11,80 | N         | 31 j 05 h 38 min |
| 29 | Oliver Heer                       | Tut gut.                             | 17 février 2025 18 h 29 | 99 j 5 h 27 min 34 s  | 27 724             | 11,64 | N         | 34 j 10 h 04 min |
| 30 | Jingkun Xu                        | Singchain Team Haikou                | 18 février 2025 8 h 8   | 99 j 19 h 6 min 11 s  | 27 616             | 11,53 | O         | 34 j 23 h 43 min |
| 31 | Manuel Cousin                     | Coup de pouce                        | 1er mars 2025 13 h 40   | 111 j 0 h 38 min 38 s | 29 350             | 11,01 | N         | 46 j 05 h 15 min |
| 32 | Fabrice Amedeo                    | Nexans-Wewise                        | 4 mars 2025 15 h 0      | 114 j 1 h 58 min 49 s | 28 926             | 10,56 | N         | 49 j 06 h 36 min |

## Abandons et hors course
| Classement | Concurrent          | Nom du bateau           | Date        | Durée     | Durée              | Position     | Raison de l'arrêt                                                   | Lieu                     | Réf.    |
| Classement | Concurrent          | Nom du bateau           | Date        | En jours  | En mois            | Position     | Raison de l'arrêt                                                   | Lieu                     | Réf.    |
| ---------- | ------------------- | ----------------------- | ----------- | --------- | ------------------ | ------------ | ------------------------------------------------------------------- | ------------------------ | ------- |
| 33         | Denis Van Weynbergh | D'Ieteren Group         | 7 mars      | 116 jours | 3 mois et 25 jours | 33e position | Hors délais, a fini la course en 117 jours, 20 heures et 20 minutes | Nord de l'Espagne        | [ 151 ] |
| 34         | Arnaud Boissières   | La Mie câline           | 2 février   | 85 jours  | 2 mois et 23 jours | 29e position | Démâtage                                                            | Martinique, Le Marin     | [ 152 ] |
| 35         | Éric Bellion        | Stand As One (en)       | 12 janvier  | 63 jours  | 2 mois et 2 jours  | 29e position | Casse d'axe d'étai de J2                                            | Port Stanley (Falklands) | [ 153 ] |
| 36         | Yannick Bestaven    | Maître Coq V            | 30 décembre | 50 jours  | 1 mois et 19 jours | 11e position | Multiples avaries (barre, coque, voile)                             | Cap Horn                 | [ 154 ] |
| 37         | Pip Hare            | Medallia                | 16 décembre | 36 jours  | 1 mois et 6 jours  | 15e position | Démâtage                                                            | Sud de l'Australie       | [ 155 ] |
| 38         | Szabolcs Weöres     | New Europe              | 16 décembre | 36 jours  | 1 mois et 6 jours  | 37e position | Casse du hauban                                                     | Cap de Bonne-Espérance   | [ 156 ] |
| 39         | Louis Burton        | Bureau Vallée 3         | 4 décembre  | 24 jours  | 24 jours           | 16e position | Avarie sur son gréement                                             | Le Cap                   | [ 157 ] |
| 40         | Maxime Sorel        | V and B-Monbana-Mayenne | 15 novembre | 5 jours   | 5 jours            | 38e position | Blessé à une cheville et chariot de grand-voile hors service        | Madère                   | [ 158 ] |

Parmi les huit marins à n'être pas classés, trois ont cependant rallié les Sables d'Olonne et y ont été accueillis comme les autres concurrents, avec une remontée du chenal, un accueil sur le ponton d'honneur par l'organisation du Vendée Globe et une conférence de presse.
Yannick Bestaven, après une escale à Ushuaïa pour réparer, reprend la mer en solitaire et arrive aux Sables le 2 février peu après 13 h.
Eric Bellion fera également une escale technique dans les îles Falklands, avant de reprendre la mer en solitaire. Il arrivera aux Sables le 12 février.
Denis Van Weynbergh est le premier skipper à arriver hors délai dans l'histoire du Vendée Globe. Victime de nombreuses avaries, il boucle son tour du monde en solitaire, sans escale et sans assistance et franchit la ligne d'arrivée officiellement fermée le samedi 8 mars à 9 h 30. La veille, il avait filmé le plombage de son arbre d'hélice pour rappeler que malgré son abandon officiel, il souhaitait terminer la course dans le respect des règles.

## Avis sur l'édition, perspectives

### Les foilers de dernière génération s'imposent
De l'avis général, le plateau exceptionnellement nombreux au départ a tenu toutes ses promesses, avec une quinzaine de bateaux atteignant des performances très sensiblement supérieures aux éditions précédentes, une qualité de préparation des projets et une fiabilité supérieure à toutes les autres éditions. Sébastien Simon, troisième de cette édition, déclare ainsi : « les bateaux ont été mieux préparés. Avant, on disait que les bateaux avaient de la mémoire, qu’il fallait les économiser. Désormais ce n’est plus le cas : il faut solliciter beaucoup plus les bateaux pour atteindre un bon résultat. Si tu n’es pas à fond tout le temps, tu ne peux pas gagner. »
Lors de l'édition précédente, les foilers de dernière génération s'étaient inclinés, laissant la victoire à un bateau plus ancien mais plus mûr, et se faisant chatouiller jusqu'au dernier jour par le bateau à dérives droites du roi Jean Le Cam. Le travail des marins, des équipes de préparation, et en amont des architectes a porté ses fruits, pour permettre aux foilers de s'imposer cette fois-ci très nettement et sans conteste. Jean Le Cam acte avec Michel Desjoyeaux la maturité, la fiabilité et la domination incontestable des foilers IMOCA de troisième génération. Lui qui prêchait depuis longtemps des aménagements du règlement de la course pour permettre à des projets au budget réduit d'être compétitifsparle à l'arrivée de « vraie frontière technologique » qui met les foilers hors de portée des bateaux à dérive. Il constate avec son compère vieux de la vieille la prise de pouvoir sans partage des IMOCA volants. Il avoue à cette occasion sa curiosité et son envie de découvrir sur le bateau du vainqueur Charlie Dalin ce que c'est de naviguer sur ces bateaux qui consacrent une ère nouvelle.
| #  | Concurrent            | Nom du bateau                    | Temps                 | Distance en milles | Nœuds |
| -- | --------------------- | -------------------------------- | --------------------- | ------------------ | ----- |
| 1  | Charlie Dalin         | Macif santé prévoyance           | 64 j 19 h 22 min 49 s | 27 668             | 17,79 |
| 2  | Yoann Richomme        | Paprec Arkéa                     | 65 j 18 h 10 min 2 s  | 28 326             | 17,95 |
| 3  | Sébastien Simon       | Groupe Dubreuil                  | 67 j 12 h 25 min 37 s | 27 807             | 17,16 |
| 4  | Armel Le Cléac'h 2017 | Banque populaire VIII            | 74 j 3 h 35 min 46 s  | 27 455             | 15,43 |
| 5  | Jérémie Beyou         | Charal (en)                      | 74 j 12 h 56 min 54 s | 29 049             | 16,24 |
| 6  | Alex Thomson 2017     | Hugo Boss                        | 74 j 19 h 35 min 15 s | 27 636             | 15,39 |
| 7  | Paul Meilhat          | Biotherm                         | 74 j 22 h 38 min 15 s | 28 051             | 15,61 |
| 8  | Nicolas Lunven        | Holcim-PRB                       | 75 j 7 h 49 min 41 s  | 29 389             | 16,26 |
| 9  | Thomas Ruyant         | Vulnerable                       | 75 j 16 h 47 min 47 s | 29 360             | 16,16 |
| 10 | Justine Mettraux      | Teamwork-Team Snef               | 76 j 1 h 36 min 52 s  | 28 102             | 15,39 |
| 11 | Sam Goodchild         | Vulnerable                       | 76 j 2 h 1 min 45 s   | 28 557             | 15,64 |
| 12 | Benjamin Dutreux      | Guyot Environnement Water Family | 77 j 3 h 39 min 24 s  | 28 514             | 15,40 |
| 13 | Clarisse Crémer       | L'Occitane en Provence           | 77 j 15 h 34 min 28 s | 27 901             | 14,97 |

Les trois premiers battent de neuf jours le record de l'épreuve. À l'arrivée de cette édition, il est remarquable de voir que onze des treize bateau de dernière génération ont réussi à boucler la boucle, et surtout qu'ils signent tous les meilleurs temps de l'histoire du Vendée Globe. Seuls les temps d'Armel Le Cleac'h et d'Alex Thomson lors du Vendée Globe 2016-2017 figurent encore dans ce classement. Ils avaient eux aussi bénéficié de conditions météo très favorables, leur permettant, malgré un potentiel de vitesse moins flatteur que la génération 2024, de rejoindre la ligne d'arrivée avec les deux trajectoires les plus courtes de cette liste. Armel Le Cleac'h est ainsi relégué à la neuvième place en terme de vitesse moyenne. Yoann Richomme bat le record de vitesse moyenne sur l'ensemble de l'épreuve avec 17,95 noeuds, ce qui représente une progression de plus de 16 % par rapport à la meilleure  performance précédente d'Armel Le Cleac'h.

### Une pluie de records
À l'exception des premiers jours de course jusqu'au passage de l'Équateur avec plus de deux jours de retard, tous les record sur les temps intermédiaires ont été battus, parfois très largement avec des améliorations de l'ordre de 20 %. La descente de l'Atlantique Sud a vu le record de distance en vingt-quatre heures pour un IMOCA en solitaire être battu une quinzaine de fois, par une dizaine de concurrents chevauchant les bateaux de dernière génération.
Le précédent record, détenu depuis 2018 par Alex Thomson avec 539,7 milles parcourus en vingt-quatre heures, a été porté à 615,33 milles, à une vitesse moyenne de 25,64 nœuds, par Sébastien Simon, alors que les dix premiers bataillaient en maintenant un rythme équivalent au record d'Alex Thomson pendant pas moins de six jours.
La capacité des bateaux de dernière génération à maintenir des moyennes nettement supérieures les rapproche des multicoques dans leurs capacités à exploiter les systèmes météo. Dans le Grand Sud, les bateaux de tête n'ont eu que quatre passages de front à négocier pendant que Jean Le Cam, passé en tête des bateaux à dérives au Cap Horn, en a connu huit, et que les plus lents en ont subi quatorze. Les bateaux de tête ont pu se positionner habillement pour profiter de vents et de conditions de mer maniables, en allongeant la foulée suffisamment pour se maintenir dans ces positions favorables, là où les IMOCA d'anciennes générations étaient cantonnés à choisir entre la peste et le choléra, entre une route plus courte, plus violente (mer et vent), et des détours pour éviter les pires conditions, au prix d'une route plus longue.

### Perspectives

#### Règlement en vue du Vendée Globe 2028
La quatrième génération de foilers est déjà dans les tuyaux. Avant le départ de l'édition 2024, la direction de course a officialisé les grandes lignes de son nouveau règlement en vue du Vendée Globe 2028. Afin de se qualifier à la prochaine édition, trois possibilités : 
- terminer une course en solitaire majeure du Championnat IMOCA Globe Series dans un temps de course inférieur ou égal à celui du premier de l’épreuve augmenté de 50 % (ce qui correspond aux vingt-huit premiers de cette édition) ;
- faire partie des trente-sept premiers skippers du classement aux points ;
- trois invitations ou « wild card » pourront être distribuées par l’organisateur.

Cette dixième édition est la première course permettant de marquer des points pour se qualifier au prochain Vendée Globe.
Alors que les derniers concurrents de cette édition sont encore en course, Élodie Bonafous, navigatrice prometteuse de l'écurie Horizon 29, annonce le 18 février 2025 la mise à l’eau de son tout nouvel IMOCA, présenté comme le premier bateau de la génération 2028. Il est conçu sur la base du récent vainqueur, c'est un sister-ship du Macif santé prévoyance de Charlie Dalin. Plutôt que de miser sur un bateau totalement nouveau, Élodie Bonafous, nouvelle venue sur le circuit IMOCA, a souhaité en disposer au plus tôt pour naviguer un maximum, fiabiliser et engranger de l’expérience.

#### Engagements environnementaux
Plusieurs axes marquent la volonté d'afficher des engagements environnementaux : 
- mesures océanographiques : pour cette édition 2024, vingt-cinq skippers ont embarqué des instruments de mesure océanographiques. L’objectif pour 2028 est d’équiper l’ensemble de la flotte avec des instruments sélectionnés par l’UNESCO, porteur du projet ;
- énergies fossiles : la direction de course a réaffirmé des objectifs visant à ne plus utiliser d’énergie fossile afin de produire l’électricité nécessaire au fonctionnement des appareils à bord, excepté comme redondance pour des raisons de sécurité ;
- réduction de l'impact environnemental lors de la construction des bateaux : de 2021 à 2024, l'IMOCA a élaboré des règles visant à réduire l'impact environnemental, en limitant les émissions lors de la construction des bateaux. Ces règles ont été intégrées à la jauge de la classe IMOCA en 2024[170]. Fruit des résultats de douze analyses de cycle de vie (ACV) réalisées sur les constructions de bateaux entre 2021 et 2024, l'Assemblée Générale de la classe du 19 avril 2024 a vu les skippers et les équipes approuver un nouveau régime qui exigera que tous les nouveaux IMOCA construits entre 2025 et 2028 réduisent leurs impacts potentiels de réchauffement global (PRG) de 15 %[171]. L'objectif affiché est de pousser les équipes à choisir des moyens qui minimisent l’impact de la construction de nouveaux bateaux. Damien Seguin estime que « cela marque un tournant dans l'histoire de la classe, car cela influencera probablement les choix architecturaux tout au long de la chaîne de décisions, des skippers aux architectes, en passant par les designers et les chantiers ». L'ambition de l’IMOCA est d’aller plus loin après 2028, « de continuer à réduire les émissions ... de 15 % de plus entre 2028 et 2032 ». Les analyses de cycle de vie (ACV) ont permis d'identifier trois points sensibles : les moules (44 % des émissions totales), les plateformes (coque, pont et structure interne (32 % des émissions totales) et les foils (13 % des émissions totales). Pour la classe, cette nouvelle façon de faire devrait aussi réduire les coûts car l’utilisation de matériaux très coûteux sera limitée. Les skippers auront ainsi un jeu de voile en moins en 2028[172], ce qui va demander des choix stratégiques.

#### Ergonomie
Les deux skippers de tête Charlie Dalin et Yoann Richomme s'accordent sur le fait que l’intensité de la course impose des progrès sur l'ergonomie pour pouvoir supporter, gérer sur le long terme la brutalité des conditions de vie à bord. les chocs traumatologiques liés aux fortes vitesses peuvent être comparables à des accidents de voiture. Quinze skippers ont participé à une première, une étude médicale sur l' impact physique sur le corps des skippers d'un Vendée Globe, recueillant des données physiologiques avant, pendant et après la course. Les marins perdent jusqu'à 8 kg, se tassent de plusieurs centimètres, et subissent une fonte musculaire comparable à celle des astronautes en mission spatiale, notamment au niveau des membres inférieurs (jusqu'à −4 cm pour les mollets). Longtemps, l’attention s’est focalisée uniquement sur la performance et la fiabilité des bateaux. Aujourd’hui, cette dernière est portée sur le skipper, l'objectif de cette étude était de construire une base de données objectives afin d'améliorer les résultats globaux en réduisant les angles morts de la performance humaine en mer. Les équipes médicales, en collaboration avec les skippers, ont donc développé des protocoles pour surveiller leur santé. Le diagnostic peut inclure des échanges en télémédecine ou l’analyse de photos envoyées grâce aux connexions par satellites. La gestion du stress, la prévention des blessures et l’optimisation du sommeil sont devenues des priorités pour maximiser les performances en mer.